# 日蘭関係
本項目では、日本とオランダの日蘭関係（にちらんかんけい、オランダ語: Japans-Nederlandse betrekkingen、英語: Japan–Netherlands relations）について解説する。

## 概説

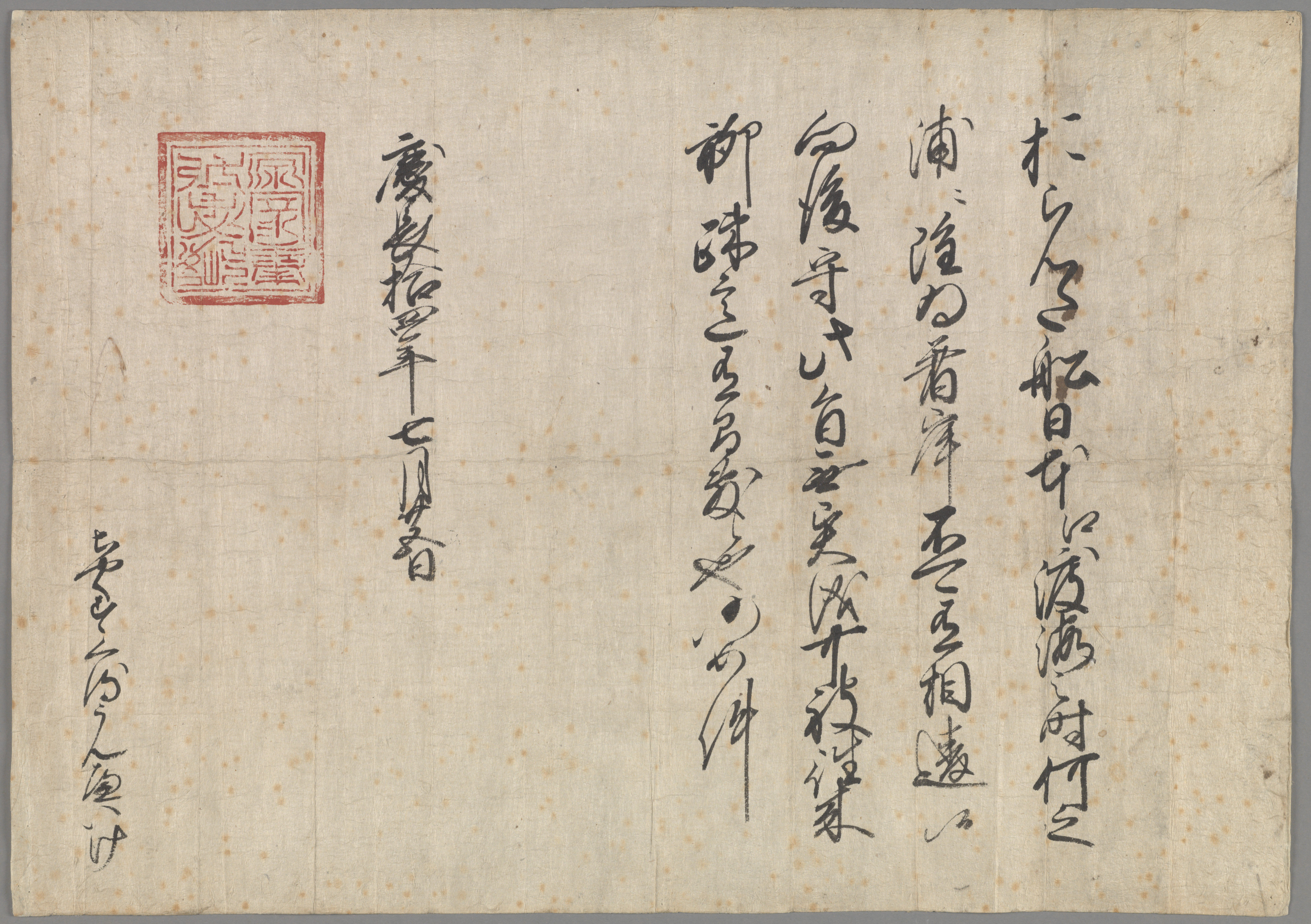
徳川家康の名で発行されたオランダとの通商許可証（慶長14年7月25日（1609年8月24日）付

日蘭関係の歴史は、17世紀初頭まで遡ることができる。江戸時代初期から幕末に至るまで、「祖法」として固守された鎖国政策の中にあっても、ヨーロッパ諸国では唯一、オランダとは長崎貿易を通じて外交貿易関係を維持し続けた。この間、日本に到来したオランダ船は、1621年（元和7年）から1847年（弘化4年）までの227年間に、延べ700隻以上にのぼる。江戸幕府は、オランダから毎年もたらされるオランダ風説書の情報によって国際情勢を知り、対外政策を決定した。また、ヨーロッパから伝来した学問・技術に関する研究は、そのほとんどがオランダおよびオランダ語を通じて摂取されたため蘭学と呼ばれ、幕末から明治維新以降にはじまる急激な知的開国の下地を形成した。

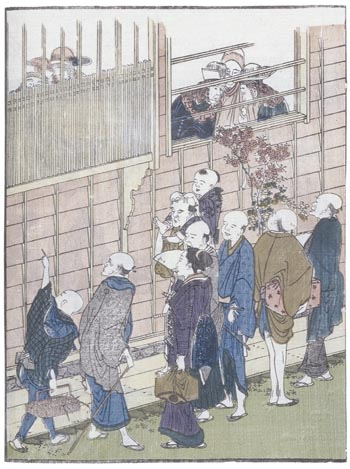
好奇心で出島のオランダ人をみている日本人

明治時代以降もおおむね良好な外交関係を維持したものの、昭和時代に入ると関係は悪化する。太平洋戦争の開戦後、イギリスに亡命していたオランダ政府は、日本へ宣戦布告した。両国は戦争状態に入り、日本軍はオランダ領東インドなどに侵攻した。数年間の敵対関係を経て、戦後、日本国との平和条約（サンフランシスコ講和条約）の発効により、両国の親交は復活した。
文化交流、経済交流は活発で、要人の往来も頻繁に行われる。特に日本の皇室とオランダ王室の関係は親密で、2006年（平成18年）8月には、日本の皇太子徳仁親王と同妃雅子および愛子内親王が、オランダに異例の長期旅行・滞在を行った。1989年（平成元年）に日蘭修好380周年、2000年（平成12年）に日蘭交流400周年、2008年（平成20年）に日蘭外交関係開設150周年、2009年（平成21年）には通商400周年 を迎え、両国において様々な周年事業を実施した。
日本の外務省は、「400年に及ぶ歴史的伝統的友好関係を維持。両国の皇室・王室関係は極めて親密。一部の戦争犠牲者による賠償請求問題を除き特に懸案はなし。」と、両国の政治関係を総括している。

## 歴史

### オランダ貿易の開始と「鎖国」の完成

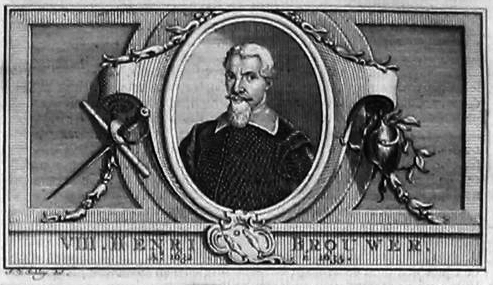
ヘンドリック・ブラウエル。第2代平戸オランダ商館長

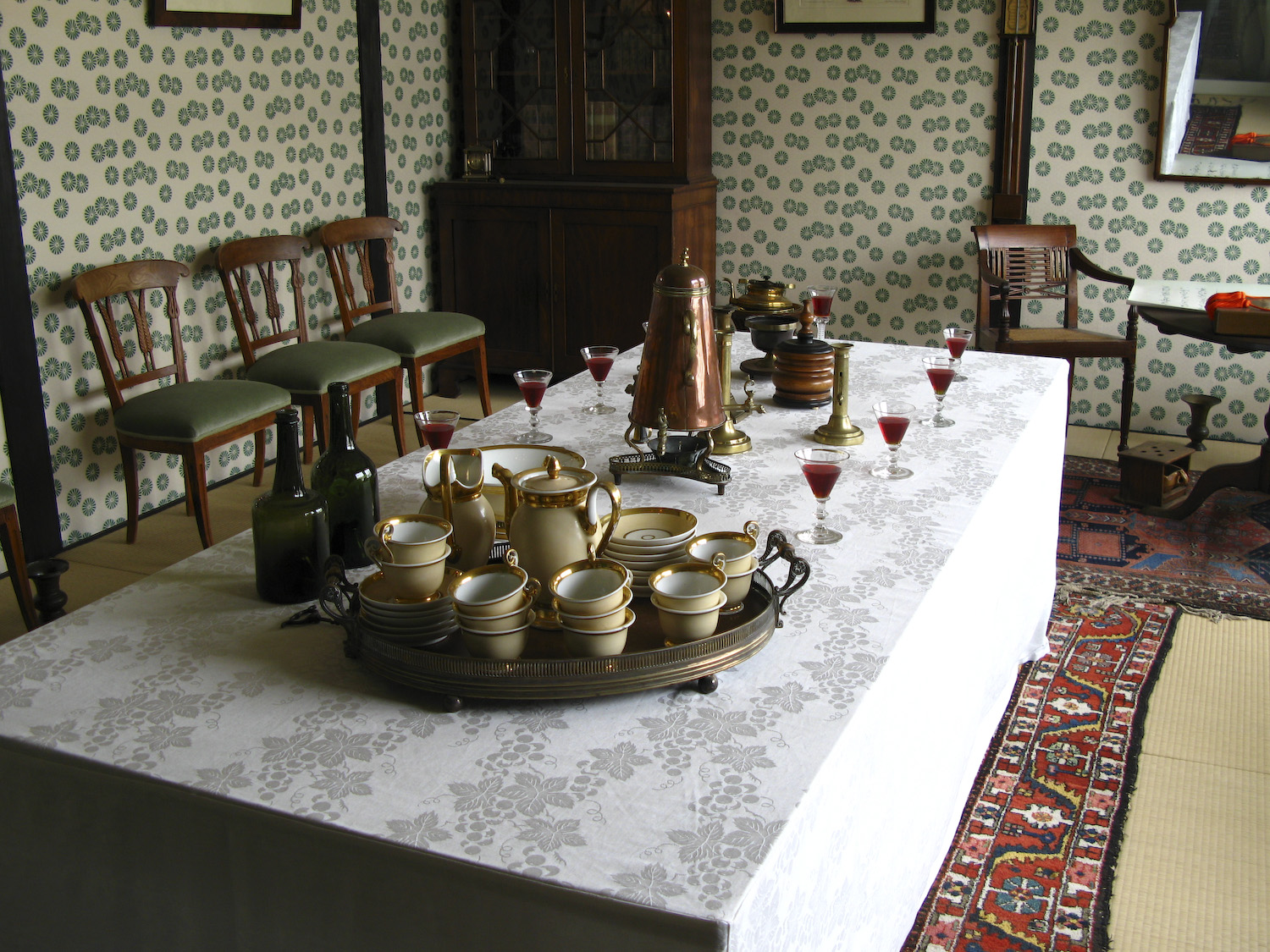
復元された出島のオランダ商館内部

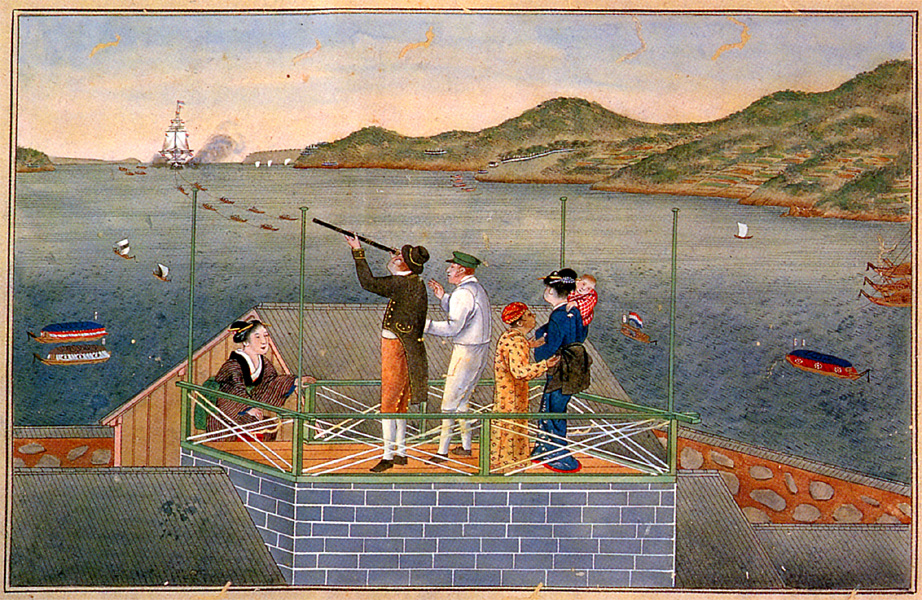
川原慶賀「唐蘭館図 蘭船入港図」

慶長5年3月16日（グレゴリオ暦1600年4月19日）、オランダの商船リーフデ号（デ・リーフデ号） が、豊後国臼杵（大分県臼杵市）に漂着した。当時、新教国で新興貿易国家として勢力を伸張していたオランダに対し、敵愾心を抱いていたカトリック国スペイン（イスパニア）のイエズス会士らは、「リーフデ号は海賊船である」と、五大老の一人であった徳川家康に進言した。この進言を受けて、乗組員のオランダ人ヤン・ヨーステン（ヤン・ヨーステン・ファン・ローデンステイン）や、イギリス人のウィリアム・アダムスらは、船とともに大坂（大阪）へ護送され、取り調べを受けた。同月末（同年5月）、乗組員を引見した家康は、新教国とカトリック国の対立など欧州情勢を臆さずに説くヤン・ヨーステンらを気に入り、海賊船の嫌疑を晴らした。家康は、釈放されたヤン・ヨーステンらを城地の江戸に招き、外交政策の相談役とした。江戸に幕府を開いた後も、ヤン・ヨーステンは城下に屋敷を構えて外交交渉に当たり、ウィリアム・アダムスは後に旗本として相模国三浦郡逸見（現・神奈川県横須賀市逸見）に領地を得て、三浦按針の名を与えられた。ヤン・ヨーステンの屋敷跡は八重洲（東京都中央区八重洲）という地名に、アダムスが眠る旧領に造られた駅には安針塚駅（京急本線）と、その名を残している。
江戸幕府は当初、安土桃山時代から続く南蛮貿易についてその独占と管理に重点を置き、開国を維持する政策を採った。1604年（慶長9年）には江戸幕府が初めて内外貿易船に朱印状を下付して朱印船貿易を始め、同年には糸割符制度も始めた。貿易関係は維持したものの、キリスト教に対する警戒は強まり、特に布教に力を入れるスペインなどのカトリック国を冷遇し、貿易に力を入れるオランダやイギリスなどの新教国を厚遇する措置をとった。1609年（慶長14年）にオランダ、1613年（慶長18年）にはイギリスが、肥前国平戸（長崎県平戸市）に商館を置いて平戸貿易が始まると、その傾向は顕著になった。なお、スペイン人・ポルトガル人を南蛮人というのに対して、オランダ人は紅毛人と呼ばれ、後には広く西洋人一般を紅毛人と称した。
当時、オランダは、スペインからの独立をかけた八十年戦争（1568年から1648年まで）の最中で、1579年に成立した対スペイン軍事同盟であるユトレヒト同盟の下、独立国家（ネーデルラント連邦共和国）として歩み始めたばかりであった。1596年には、イギリス・フランスと締結した対スペイン攻守同盟によりオランダの独立は一応承認され、1602年には後にオランダ海上帝国と呼ばれる体制の基礎となるオランダ東インド会社が設立された。1609年（慶長14年）の日蘭貿易開始の際にオランダ東インド会社は、前将軍である徳川家康に対し、オランダ総督のオラニエ公マウリッツを「国王」と記した書簡を提出し、朱印状を得ている。この当時、オランダには国王が存在しなかったため、共和国の中心的指導者であるオランダ総督のオラニエ公マウリッツを対外的代表としていた。
家康が亡くなった1616年（元和2年）、ヨーロッパ船の来航を平戸と長崎に制限したのを皮切りに、江戸幕府は南蛮貿易の縮小に傾き、続く3代将軍・徳川家光の治世には、この傾向が強化される。1623年（元和9年）にイギリス人が平戸の商館を閉鎖し、翌1624年（元和10年/寛永元年）にはスペインとの国交を断絶して、スペイン人の来航が禁じられた。1630年代には、幕府は長崎奉行に対し、貿易の統制に関する通達(「鎖国令」)を何度も発布し、海禁(「鎖国」体制)を確立する。1633年（寛永10年）の通達(第1次鎖国令)では、幕府は奉書船以外の海外渡航の禁止を命じ、1635年（寛永12年）の通達では、すべての日本船の東南アジア方面への渡航と、東南アジアの日本町在住の日本人の帰国が禁じられ、朱印船貿易は終焉した。1639年（寛永16年）にポルトガル人の来航を禁じる通達がなされた結果、ヨーロッパ諸国ではオランダのみが日本との貿易を継続することとなった。そして、1641年（寛永18年）には、オランダ人は、ポルトガル人の追放で無人となっていた長崎の出島に収容された。

### オランダとの通交

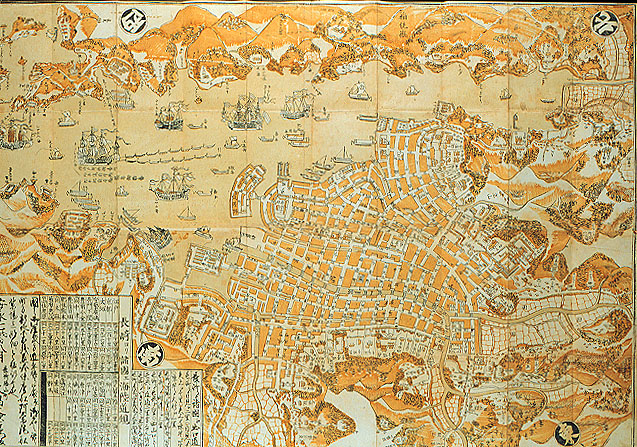
1801年の長崎の様子

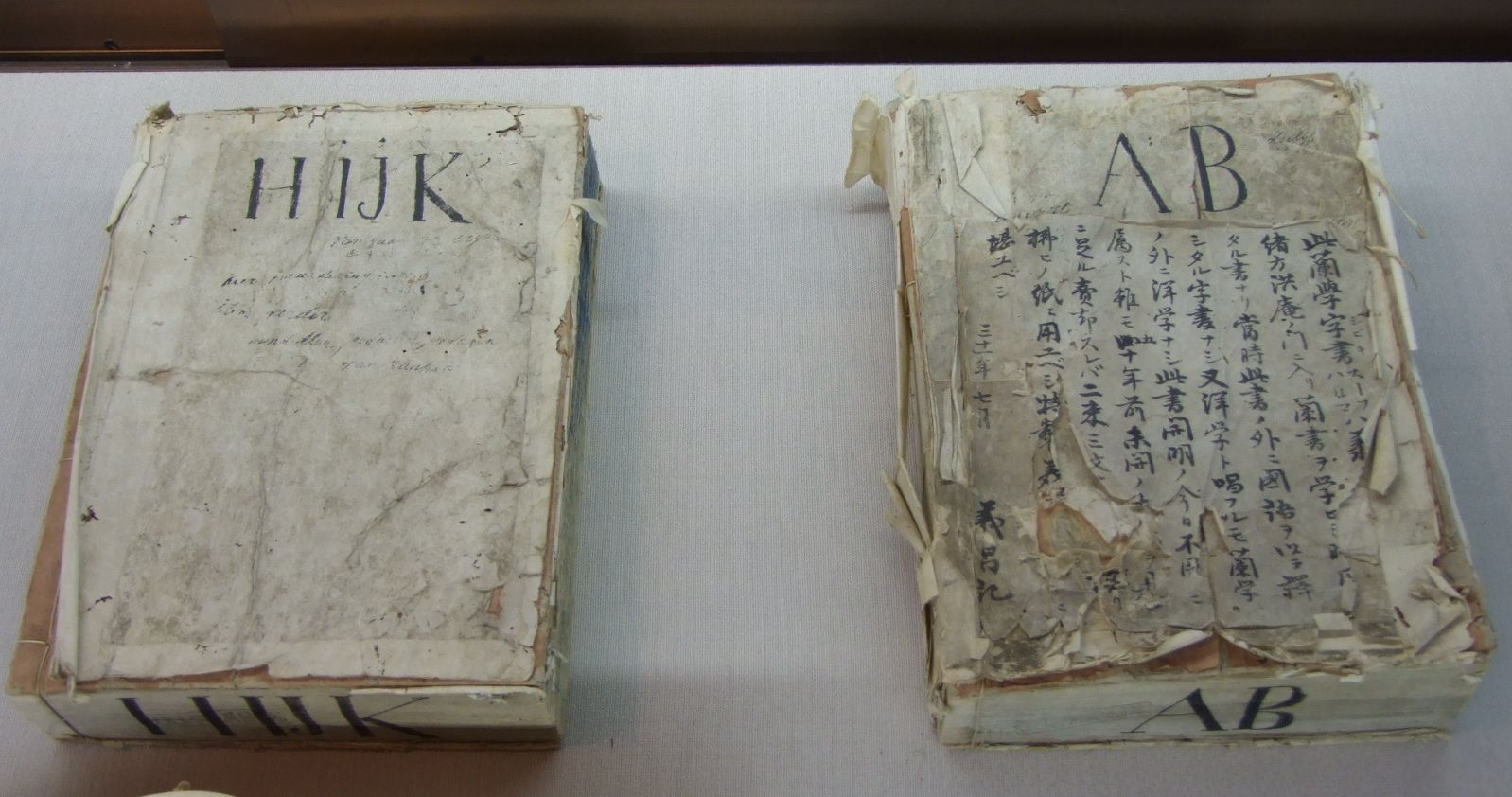
初の蘭和辞典『ドゥーフ・ハルマ』。適塾所蔵。

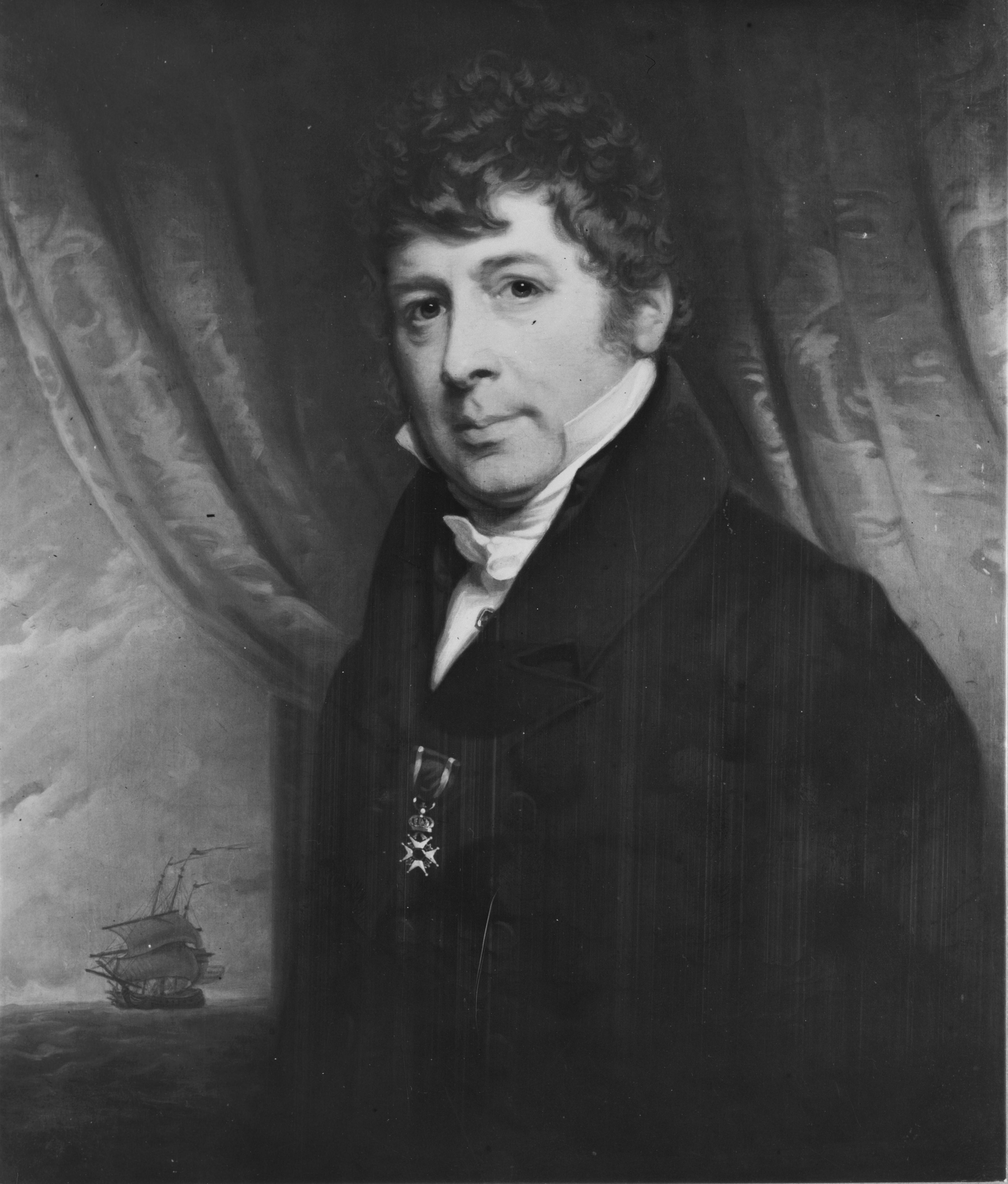
ヘンドリック・ドゥーフ。オランダ商館長。『ドゥーフ・ハルマ』の著者。

オランダは1602年、貿易に携わっていた諸会社を統合し、オランダ東インド会社を設立した。このオランダ東インド会社は、国家（当時はネーデルラント連邦共和国）から特別の保護と権限が与えられており、南アフリカの喜望峰から南米のマゼラン海峡に至る地域で、独占的に貿易を行った。またオランダ東インド会社はこれらの地域で条約や同盟を締結することや、軍事力の行使、貨幣の鋳造、地方長官や司法官の任命まで様々な権限が認められていた。平戸、および長崎・出島に商館を設置し、これらに到来する船を周航させたのも、オランダ東インド会社である。オランダ商館は、総合商社の支店としての機能と在外公館としての役割をあわせて担い、本国と密接に連絡を取ることで、オランダ海上帝国とも呼ばれる通商国家オランダの繁栄を支えた。また勇猛さと忠誠心が高いとして、東インド会社の要塞が置かれたバタヴィアでは多くの日本人傭兵が雇われた
オランダとの貿易では、初期にはオランダ側から生糸（インド北部のベンガル、ベトナムのトンキンなどで生産）、絹織物を輸入し、日本側から銀（主に石見銀山で産出）を輸出していた。中期以降には、オランダ側から羅紗、ビロード、胡椒、砂糖、ガラス製品、書籍などを輸入し、日本側から銅、樟脳、陶磁器、漆工芸品などを輸出した。特に、肥前国有田（佐賀県有田町）で焼かれた伊万里焼は珍重され、オランダ・デルフト市の陶器デルフト焼の文様には、伊万里の染付磁器の影響が見られる。
オランダ人を長崎・出島に移した1641年（寛永18年）、幕府は、鎖国令と禁教令を徹底するため、来航するオランダ人に情報提供を義務付けた。義務の内容は、宣教師の日本潜入に関する情報の提供や、ポルトガル人・スペイン人などカトリック国の対日本計画などに関する情報の提供で、これはオランダ人による貿易独占を継続するための重要な条件の一つでもあった。この情報提供が定型化された後には、毎年オランダ船が入港すると、通訳業務を取り扱った通詞がオランダ商館長（カピタン、甲必丹、甲比丹）を訪れて広範囲の海外情報を聞き取り、翻訳の上、通詞と商館長が署名・押印して、長崎奉行に届け出た。このとき作成された文書は、「風説書」（阿蘭陀風説書、オランダ風説書）と呼ばれる。長崎奉行は風説書を江戸表へ送り、幕府首脳は風説書を通じて、海外情勢を知った。風説書の内容は年々簡略化され、形式化された。しかし、19世紀中葉、国際情勢が緊迫化して日本にもその余波が現れると、幕府は海外情報の収集に努め、「通常の」風説書に加えて、別に詳細な内容の「別段風説書」と呼ばれる文書を年々提出させた。この別段風説書は、アヘン戦争（1840年 - 1842年）勃発の翌々年、1842年（天保13年）から提出され始めた。
オランダ商館長は、歴代、通商免許に対する礼として江戸に上り、将軍に謁見して貿易の御礼を言上して贈り物を献上している。これを「カピタンの江戸参府」といい、毎年、定例として行うようになったのは1633年（寛永10年）からであり、商館が平戸から長崎に移されて以後も継続された。1790年（寛政2年）以降は4年に1度と改められたが、特派使節の東上は1850年（嘉永3年）まで166回を数えた。江戸の長崎屋、京の海老屋は「阿蘭陀宿」として使節の宿泊にあてられた。

### 蘭学の隆盛
蘭学の先駆者としては、肥前国長崎生まれの西川如見がおり、長崎で見聞した海外事情を通商関係の観点から記述した『華夷通商考』を著した。彼はまた、天文・暦算を林吉右衛門門下の小林義信に学んでおり、その学説は中国の天文学説を主としながらもヨーロッパ天文学説についても深い理解を寄せていた。

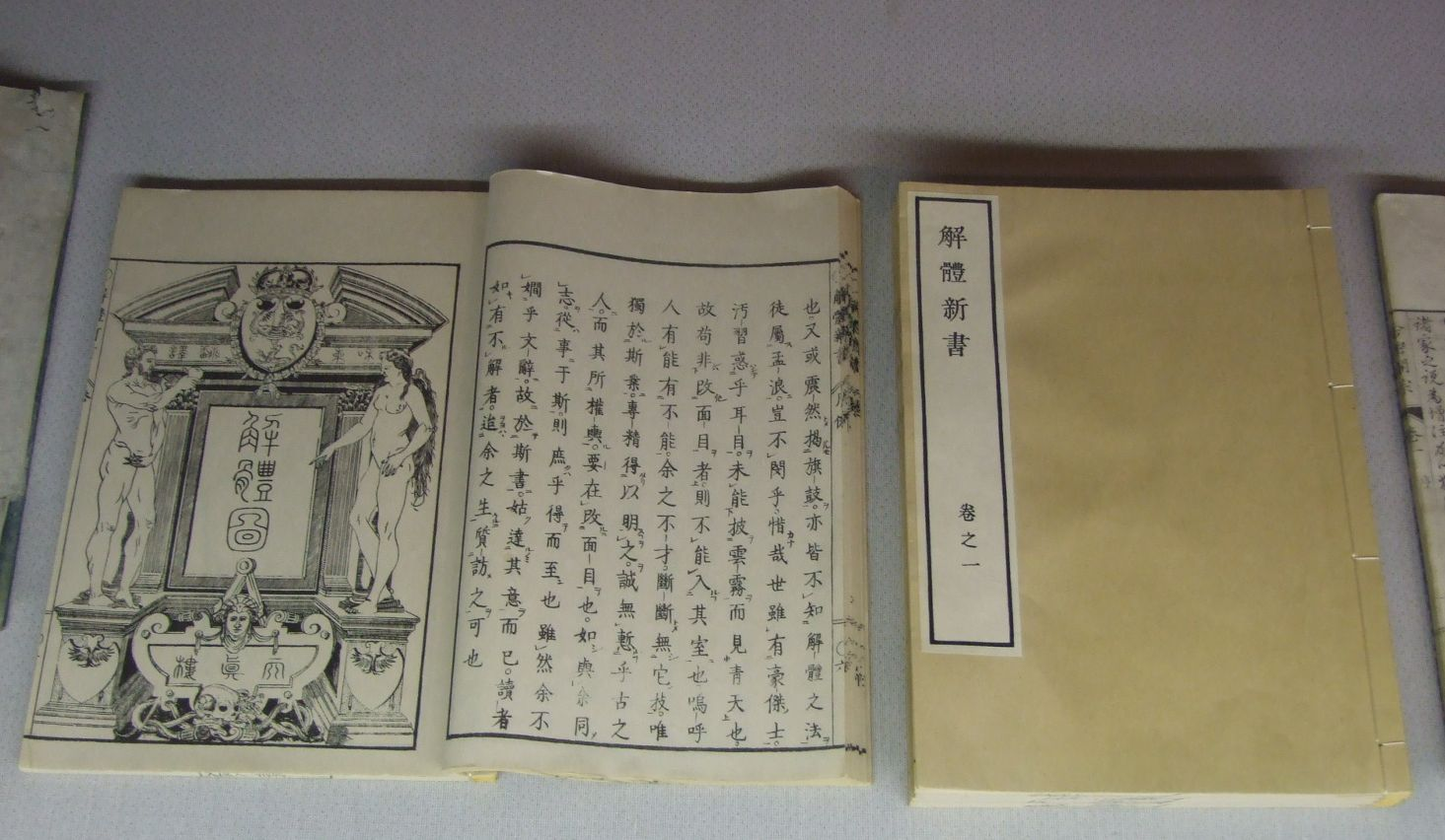
適塾所蔵『解体新書』

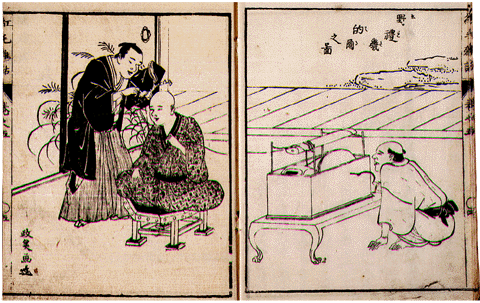
エレキテル

オランダ語は通詞によって学ばれた。1720年（享保5年）、8代将軍徳川吉宗は、漢訳蘭書の輸入禁止を緩和し、1740年（元文5年）、儒学者の青木昆陽（甘藷先生）、本草学者の野呂元丈にオランダ語学習を命じ、西洋の知識摂取を奨励した。
江戸時代中期以降には、支配層のなかにも、熊本藩主細川重賢、薩摩藩主島津重豪のような蘭癖大名があらわれ、久保田藩主佐竹義敦のように自ら絵筆をとり蘭画を描く藩主もあらわれた。博物趣味の流行や殖産興業の必要性から蘭学に傾倒した君主も多く、その支援によって蘭学はいっそう隆盛した。
田沼時代の1774年（安永3年）には、杉田玄白・前野良沢らがオランダの医学書の『ターヘル・アナトミア』を訳して『解体新書』として刊行、1788年（天明8年）には大槻玄沢が蘭学の入門書『蘭学階梯』を記して、蘭学の発展の基礎をつくった。また志筑忠雄は1802年（享和2年）、ニュートン力学を研究し、ジョーン・ケイル（ジョン・カイル、John Keill）の著作を『暦象新書』として翻訳刊行している。平賀源内は蘭学全般を学び、エレキテルの復元や寒暖計の発明などをおこなっている。幕府天文方では世界地図の翻訳事業がなされ、1810年（文化7年）、『新訂万国全図』を刊行した。
『蘭学事始』は、1815年（文化12年）、83歳の杉田玄白が蘭学草創からを回顧して大槻玄沢に送った手記であり、戦国末期の西洋との接触から話を始め、蘭方医学の起こりや青木昆陽と野呂元丈による蘭語研究、『解体新書』翻訳時の苦労が臨場感豊かに記されている。その他、平賀源内、前野良沢、桂川甫周、建部清庵、大槻玄沢、宇田川玄真、稲村三伯など同時代の蘭学者の逸話が満載されている。

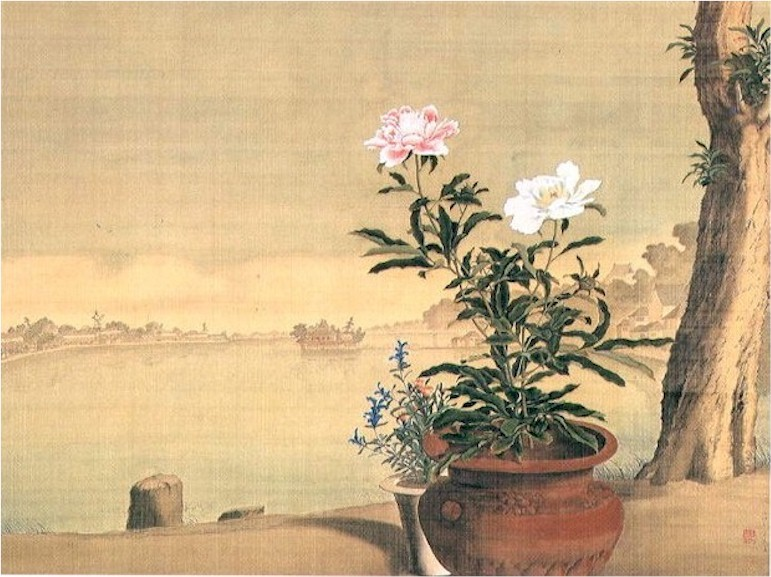
小田野直武「東叡山不忍池」（1770年代）秋田県立近代美術館所蔵

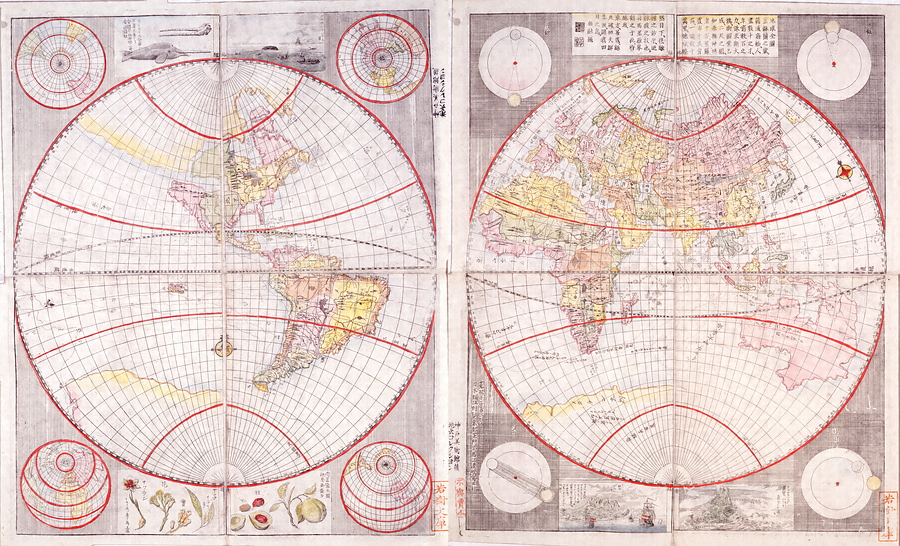
1792年に司馬江漢が発行した「地球全図」

辞書としては、ハルマ（François Halma）の『蘭仏辞書』をもとにして、1796年（寛政8年）に日本最初の蘭和辞典が稲村三伯・宇田川玄随らによって編纂され、1798年（寛政10年）『ハルマ和解』として刊行された。さらに1833年（天保4年）には大部の『ドゥーフ・ハルマ』が完成した。辞書の編纂や刊行によって蘭学は飛躍的に発展し、各地に蘭学塾の隆盛をみた。
こうした蘭学興隆にともない、幕府は高橋景保の建議を容れ、1811年（文化8年）に天文方に蛮書和解御用を設けて洋書翻訳をさせている。景保はまた、伊能忠敬の全国測量事業を監督している。なお、蛮書和解御用は幕末には蛮書調所という洋学の研究教育機関に発展した。
文政年間（1818年－1829年）にはシーボルトが日本を訪れ、1824年（文政7年）、長崎郊外に鳴滝塾を開いて高野長英や小関三英、二宮敬作、伊東玄朴、戸塚静海らに蘭方医学（西洋医学）や自然科学などの諸学を講じた。さらに、大坂では1838年（天保9年）に緒方洪庵が適塾をひらいて福澤諭吉、大鳥圭介、橋本左内、大村益次郎、長与専斎、佐野常民、高松凌雲など幕末から明治維新にかけて活躍した幾多の人材を育てた。
芸術の面でも、平賀源内からの伝授により安永・天明年間に隆盛をみた小田野直武の秋田蘭画を皮切りにして洋風画が開花し、司馬江漢や亜欧堂田善などの作家があらわれ、これらの技法や題材は浮世絵にも影響をあたえている。江戸時代中期には蘭学者や文化人などが親交を深めるため、太陽暦で正月を祝うおらんだ正月を催したりもした。
しかしその一方では、外国からの開国要求を警戒した江戸幕府によって政治・思想面では抑圧が加わり、国外持出の禁止されていた伊能忠敬の日本地図を持ちだそうとしたことがきっかけとする1828年（文政11年）のシーボルト事件や、モリソン号事件に対する幕府の対応を批判した『戊戌夢物語』の高野長英、『慎機論』の渡辺崋山が弾圧された1839年（天保10年）の蛮社の獄が起こっている。

### 幕末の日蘭関係

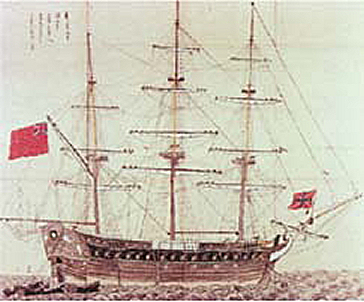
フェートン号

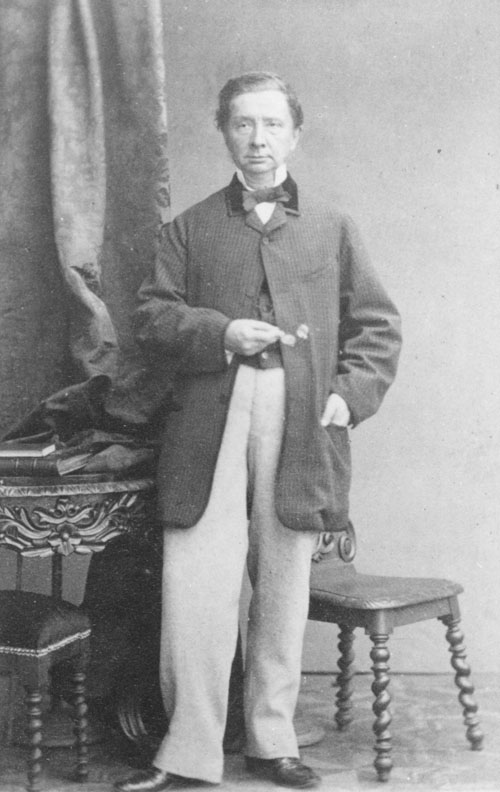
クルティウス

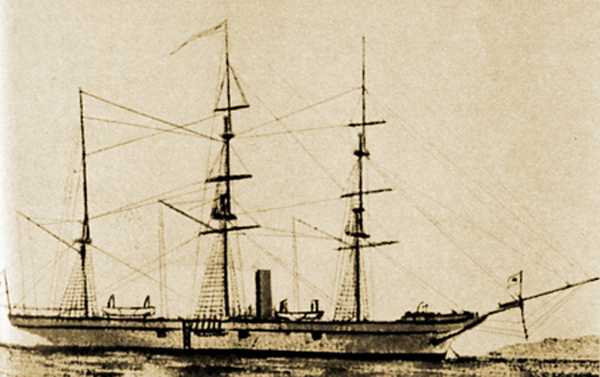
1860年桑港停泊中の伝・咸臨丸

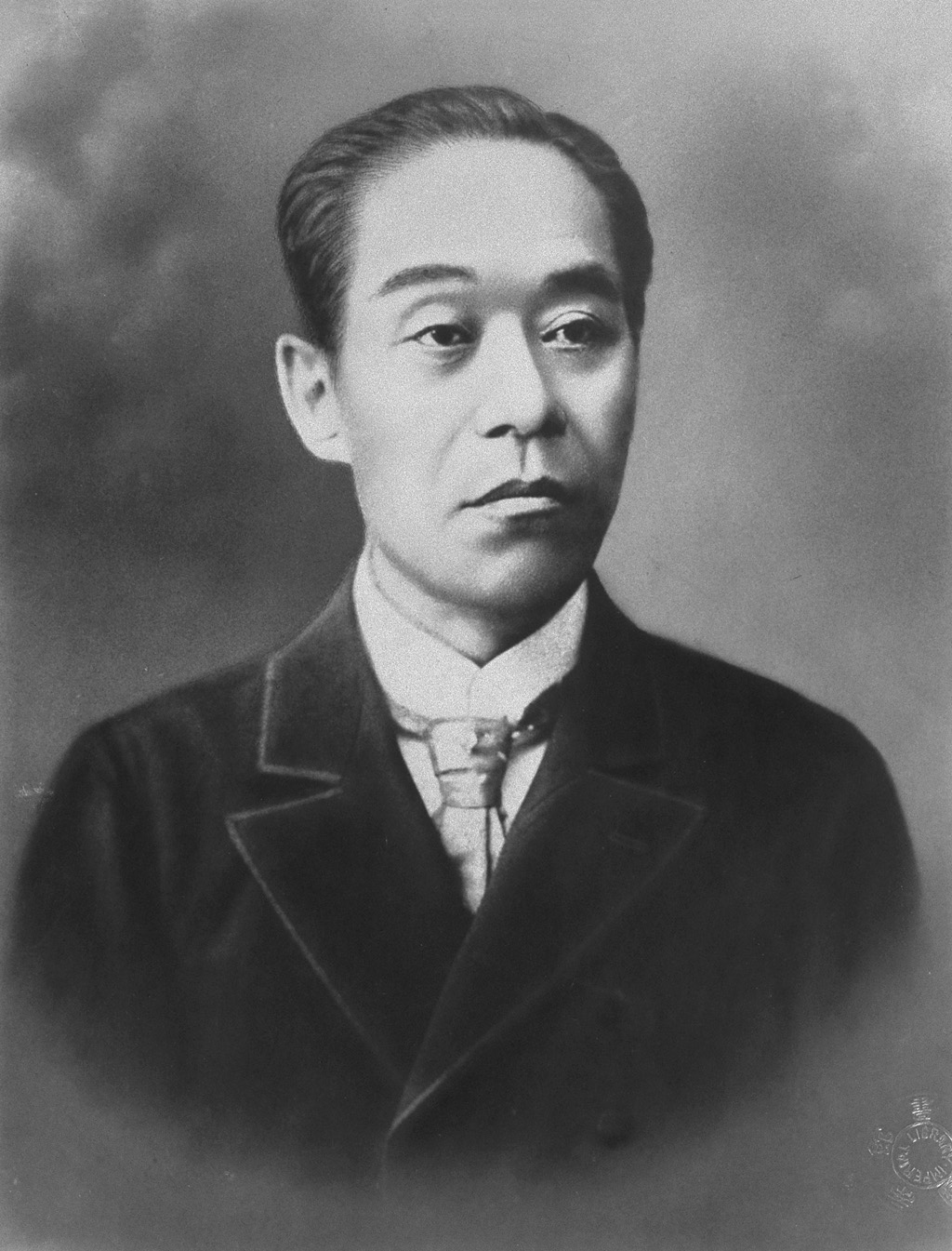
咸臨丸で渡米。明治2年（1869年）『蘭学事始』再版を刊行。旗本・福澤諭吉

上述のとおり、ヨーロッパ諸国のなかではオランダのみが日本との通商を許されており、長崎の出島にオランダ東インド会社の商館を設置していたが、1808年（文化5年）、イギリス軍艦フェートン号がオランダ船を捕獲するために長崎に侵入、薪水などを得て退去した。これがフェートン号事件である。当時のオランダは、ナポレオン・ボナパルトの弟ルイ・ボナパルトを王とするホラント王国であり、イギリスとは戦争状態にあって、その東南アジアの植民地はイギリスによって占領されていた。この事件は、ヨーロッパにおけるナポレオン戦争の余波が東アジアの日本にまで及んだものであるが、責任をとって長崎奉行松平康英は自刃した。
その後、1813年にナポレオン帝国が崩壊すると、イギリスに亡命していたオランダ総督（実質的なオランダ君主）を世襲するオラニエ＝ナッサウ家の一族がオランダ本国に帰国した。1815年にはウィーン会議での取り決めにより南ネーデルラント（ベルギーなど）を含むネーデルラント連合王国が成立、最後のオランダ総督ウィレム5世の子であるウィレム1世が初代国王に即位した。これが現在まで続くネーデルラント王国（オランダ王国）の始まりである。
アヘン戦争後の1844年（弘化元年）、オランダ国王ウィレム2世は日本に開国を勧告する国書を将軍徳川家慶あてに送ったが、翌年、幕府はこれを拒絶している。
1852年（嘉永5年）、この年にオランダ商館長となったヤン・ドンケル・クルティウスが幕府に提出した「別段風説書」には、アメリカ合衆国が砲艦外交を極東でおこなうとしてアメリカ軍船の来航を予告したが、幕閣はこれを黙殺した。翌1853年（嘉永6年）、アメリカ合衆国大統領ミラード・フィルモアの国書をたずさえて、アメリカ海軍東インド艦隊司令長官マシュー・ペリーが相模国三浦郡浦賀（現・神奈川県横須賀市浦賀）沖に来航した。1854年（安政元年）、ペリーが軍艦7隻を率いて再来航し、日米和親条約が調印されて日本が開国すると、それにつづいてイギリスやロシアとも同じ内容の条約を結んだ。オランダ商館長クルティウスは、開国政策に転じた幕府の要求に応じ、軍艦2隻（後の観光丸であるスンビン号と、後の咸臨丸であるヤパン号）の発注、幕府長崎海軍伝習所の設立、オランダ海軍士官の招聘などに関与し、これらの活躍を通じて日本側の信頼を得て1856年1月30日（安政2年12月29日）、日蘭和親条約の締結に至った。日本は、この4ヶ国との和親条約により従来の長崎とともに伊豆国賀茂郡下田（現・静岡県下田市）、箱館（現・北海道函館市）も開港されることとなった。
1855年（安政2年）、クルティウスの協力によって設立された長崎海軍伝習所は、海軍士官養成のための学校であった。そこでは幕臣や雄藩の藩士を選抜し、ペルス・ライケン、 ホイセン・ファン・カッテンディーケ 、ポンペ・ファン・メーデルフォールトらのオランダ人教師によって西洋技術、航海術、蘭学をはじめとする諸学を学ばせた。海軍伝習所で学んだ著名な人物には勝海舟、榎本武揚、五代友厚などがいる。
また同じく1855年（安政2年）には、アメリカ総領事としてタウンゼント・ハリスが下田に着任している。ハリスは翌年、通訳兼書記官としてオランダ語に通じたヘンリー・ヒュースケンを雇った。ヒュースケンはアムステルダム生まれのオランダ人で、外交折衝や日本での見聞をつづった『ヒュースケン日本日記』を遺しており、幕末外交史の貴重な資料となっている。
1857年（安政4年）、咸臨丸が南ホラント州のキンデルダイクで完成し、日本へ送られて長崎海軍伝習所の練習艦となった。この船は、のちに勝海舟、福澤諭吉、ジョン万次郎らを乗せて太平洋を横断することとなる。
1858年（安政元年）、アメリカ下田総領事のハリスが清国がアロー号事件の結果、天津条約を結んだことを利用し、日米修好通商条約の調印をはたらきかけ、老中の堀田正睦は勅許を得ようとしたが失敗に終わり、正睦に代わって大老となった井伊直弼とのあいだに交渉がもたれ、無勅許のまま調印した。イギリス、フランス、ロシアとも同様の条約が結ばれ、1858年8月17日（安政5年7月10日）オランダとのあいだに日蘭修好通商条約がむすばれた。これらは総称して「安政五カ国条約」と呼ばれる。
通商条約の締結も、クルティウスの手によるものであった。クルティウスは長崎奉行と交渉し、踏み絵の廃止を実現するなど開国後のオランダ最初の駐日外交官としても日蘭間の交渉役を続けている。この交渉の過程で日本人へオランダ語を教授するかたわら、自ら日本語の研究も進め、1857年には日本語の文法書「日本文法稿本」を作成、また、日本初の有線式実用長距離電信実験に成功し、電信技術を日本にもたらしている。
通商条約の締結により、日本とオランダの間に従来の長崎での管理貿易にかわって長崎、箱館、神奈川（のち横浜）、兵庫（のち神戸）、新潟を開港場とする自由貿易がはじまることとなった。また、既に和親条約によって出島に対する規制は大幅に緩和されていたが、通商条約を受けてオランダ商館が正式に廃止された。国別でみると、1860年段階でオランダは日本にとってイギリス、アメリカに次いで第3の貿易相手国であったがその比率は年を経るにしたがって減じていき、1865年にはフランスに追い越されている。
こうした状況は適塾でオランダ語を学んだ福澤諭吉が、1859年（安政6年）によって外国人居留地となった横浜の見物に出かけたが、そこではもっぱら英語が用いられており、看板の文字すら読めないことに衝撃を受けたエピソードにもあらわれている。
1860年（万延元年）、日米修好通商条約の批准書を交換するためアメリカ軍艦ポーハタン号は、遣米使節団一行を乗せて太平洋を横断させることとなったが、ポーハタン号の万一の場合を想定して咸臨丸も同行することとなった。これには諭吉も同乗しているが、ウェブスター辞書を購入して帰国し、そののちは幕府翻訳方に採用された。
このように開国は洋学の発展を促進したが、その一方で、開国後のインフレーションなどにより排外主義的な思想も力を得た。ほか、孝明天皇の了解を得ずに各国との間で修好通商条約を締結したため、排外思想が尊王思想とも結びついて尊王攘夷運動が起こった。さらに1861年1月（万延元年12月）、日本をこよなく愛したヒュースケンが薩摩藩士に襲われて死ぬとする事件が起きた。

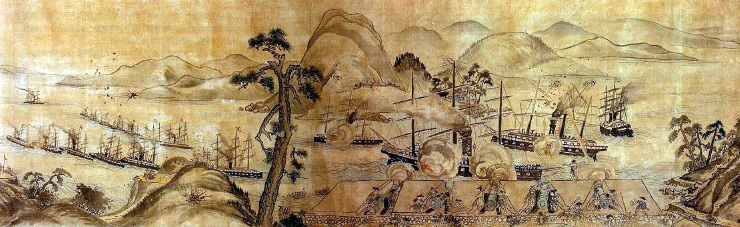
『馬關戰争圖』(部分) 藤島常興 筆、下関市市立長府博物館 収蔵

攘夷派が藩政を握り、尊王攘夷運動の牙城となったのが長州藩であった。1863年6月25日（文久3年5月10日）、長州藩は攘夷を決行し、関門海峡（馬関海峡）を航行するアメリカ商船を砲撃した。これに対し、その報復として、翌1864年9月5日（元治元年8月5日）から7日（同年8月7日）にかけてイギリス・オランダ・フランス・アメリカの四国連合艦隊17隻が下関を砲撃し、陸戦隊が砲台を占拠した。これが下関戦争である。戦闘で惨敗を喫した長州藩は四国側と交渉し、下関海峡の外国船通航の自由や賠償金の支払などを条件として講和した。なお、賠償金300万ドル（225万両相当）は、長州藩には支払えないほど巨額であったことや、長州藩は幕命によって攘夷を実行したという経緯から幕府が支払うこととされた。
蘭学を学んでこの時期に活躍した人物としては、長州の大村益次郎がいる。益次郎は1846年（弘化3年）に緒方洪庵の適塾で学び、その在籍中に長崎へ1年間遊学してそののち適塾の塾頭まで進んだ。長州征討と戊辰戦争で長州藩兵を指揮し、勝利の立役者となったほか事実上の日本陸軍の創始者であり、または靖国神社の前身である東京招魂社の創建を献策した。
幕府側の人物としては、津和野藩出身の西周がいる。周は最後の将軍でもある徳川慶喜の政治顧問であり、明治にはいっては啓蒙家として活躍し貴族院議員も務めている。周が蘭学を学んだのは1841年（天保12年）の養老館においてであり、1862年（文久2年）には幕命で津田真道、榎本武揚らとともにオランダに留学し、シモン・フィッセリングに法学を、またカント哲学、経済学、国際法などを学んでいる。「哲学」「藝術」「理性」「科學」「技術」など多くの哲学・科学関係のことばは周の考案した訳語として知られる。
戊辰戦争では、オランダで建造された開陽丸が榎本率いる旧幕府海軍の旗艦として用いられた。

### 明治維新後の日蘭関係
明治新政府が条約改正交渉の下準備と西洋文明の調査のために欧米諸国に派遣し、巡覧させた岩倉使節団は1871年（明治4年）から1873年（明治6年）までにおよんだが、このときオランダも訪れており、1873年、一行はハーグでヴィレム3世と謁見した。10日あまり滞在し、ロッテルダム、ライデン、アムステルダムを巡覧、諸機関・各施設を見学したのちハーグから次の訪問先、新生間もないドイツ帝国を訪れている。なお、この使節団のなかには、かつてオランダで西洋医学を学んだ長與專齋もいた。
日本が開国して明治維新をむかえた後は、国際関係の中での日蘭関係の比重は低下したものの、急速な近代化政策を進める上で、大きな力となったお雇い外国人のなかには、オランダ人も多かった。法学者で宣教師でもあるグイド・フルベッキをはじめ、特に、オランダで発達していた治水技術の分野では、多くのオランダ人技術者によって学者・技術者が育成され、また、各地の治水工事でも指導力を発揮した。著名な人物だけでも「砂防の父」と呼ばれるヨハニス・デ・レーケ、利根運河の建設などに関与したローウェンホルスト・ムルデル、淀川修復工事などに関与したジョージ・アーノルド・エッセル、野蒜築港計画などに携わったファン・ドールンなどがいる。
1912年（明治45年）には明治政府の悲願であった条約改正が行われ、日蘭通商航海条約が締結された。

### オランダとの戦争

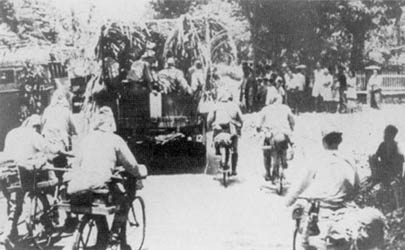
ジャワ島内を進撃する日本軍。

1930年代、オランダの植民地であったオランダ領東インド（現在のインドネシア）は日本にとって綿布の重要な輸出先となったが、世界恐慌の中でブロック経済を維持したいオランダ本国にとっては歓迎できるものではなかった。このため貿易利害を調整する日蘭会商の交渉が行われた。
第二次世界大戦が勃発し、1940年6月にはオランダ本国にナチス・ドイツが侵攻、オランダ本国政府もイギリスに亡命した。これによりイギリスの同盟国となったオランダは、日本への圧力を強めるようイギリス・アメリカから要求を受けるようになった。オランダ領東インド総督は中立政策の信奉者であったが、次第に連合国側に傾斜するようにになっていった。一方で、日本はオランダ領東インドのゴムや石油といった資源を調達する必要に迫られ、第二次日蘭会商の交渉が行われた。1941年6月17日に交渉は打ち切られ、さらに南部仏印進駐によって両国関係は決裂した。7月にはアメリカ・イギリスの行う対日石油禁輸にオランダ領東インドも加入している。日本は12月1日の御前会議でアメリカ・イギリス・オランダへの宣戦を決定した。しかし12月4日の大本営政府連絡会議でオランダへの宣戦は行われないこととなった。1941年（昭和16年）12月8日、オランダは日本に対して宣戦布告した。この宣戦布告によって、両国は戦争状態に入った。これは、オランダ領東インド政庁が独断で宣戦布告し、当時ロンドンに亡命していた本国政府が追認したものとされる。
翌1942年（昭和17年）1月、日本軍は石油資源の獲得を主な目的として蘭印作戦と呼ばれるオランダ領東インド（蘭印、現在のインドネシア）進攻作戦を決行し、同年3月10日には蘭印連合軍の本拠ジャワ島に至ってこれを全面降伏させ、ほぼ全域を制圧した。オランダ領東インドは大東亜政略指導大綱で領有する方針が決定されていたため、3地域に分けて日本軍による軍政が施かれ、正負両側面にわたる様々な影響を与えた。終戦後、再植民地化を示唆したオランダに対して、スカルノやモハマッド・ハッタらの独立派は、1945年8月17日、インドネシアの独立を宣言して、インドネシア独立戦争に入った。
一方、1942年（昭和17年）3月の内に日本軍はジャワ島内で蘭印軍66,219名を含む連合軍82,618名を捕虜としたほか、民間人9万人余も収容した。彼らは自分達が東インド住民を懲罰するために設けた監獄に自ら入れられるという屈辱を味わった。オランダ人女性の一部はスマラン慰安所事件に代表されるように売春を強要された。オランダ人兵士の一部は長崎の捕虜収容所に送られ、そこで原爆に被爆した。
終戦後、オランダは捕虜虐待などの容疑で多くの日本軍人をBC級戦犯として処罰した（連合国中で最も多い226人の日本人を処刑）。
戦後も長らく反日感情は残り、1971年（昭和46年）に昭和天皇がオランダを訪問した際には街中に「裕仁は犯罪者だ」という落書きが見られ、卵や魔法瓶が投げつけられ、手植え苗を引き抜かれるという嫌がらせまであった。1986年（昭和61年）には、ベアトリクス女王の訪日計画がオランダ国内世論の反発を受けて中止された。1989年（平成元年）の昭和天皇の大喪の礼の際も、多くの君主国が王族を派遣したものの、オランダからは王族が葬儀に参列することはなかった。1991年（平成3年）に来日した女王は、宮中晩餐会で「日本のオランダ人捕虜問題は、お国ではあまり知られていない歴史の一章です」と、この間の事情の一端について触れた。同年、海部俊樹首相がオランダ訪問した際には、戦没者慰霊碑に捧げた花輪が、池に投げ捨てられており、如何に反日感情が根強かったかが窺える。しかしその後、終戦後50年にあたる1995年（平成7年）に出された村山談話をきっかけに、「平和友好交流計画」が決められ、アジア女性基金による償い事業などの実施により、オランダ国民の対日感情も和らいだ。日蘭交流400周年を記念して、2000年（平成12年）に明仁天皇が訪問した際には、オランダのテレビ番組において、献花の様子と王宮晩餐会でのお言葉が放映され、昭和天皇の訪問のときとは打って変わって熱烈な歓迎を受けるなど、オランダ国内の対日世論も好転した。
ただ、2007年（平成19年）にはオランダ議会下院で日本政府に対し「慰安婦」問題で元慰安婦への謝罪と補償などを求める慰安婦問題謝罪要求決議がなされた。2008年（平成20年）に訪日したマキシム・フェルハーヘン外相は、「法的には解決済みだが被害者感情は強く、60年以上たった今も戦争の傷は生々しい。オランダ議会・政府は日本当局に追加的な意思表示を求めるべきだ」と述べた。

### 日蘭関係の復活
1951年（昭和26年）9月、日本国との平和条約（サンフランシスコ講和条約）が締結され、翌1952年（昭和27年）4月に発効した。同条約にはオランダも署名しており、これにより日蘭両国の友好関係は復活した。当時、食糧難の記憶のまだ新しい日本はオランダの干拓技術の習得のため、1952年（昭和27年）より、多くの技術者を留学させている。
1952年（昭和27年）4月30日、昭和天皇がオランダ国女王ユリアナの誕生日に祝電を発出。これに答電があり、さらに1953年（昭和28年）1月には、天皇と女王との間で新年の祝電交換が行われたことで、日本の皇室とオランダ王室との間で交流が復活した。
1954年（昭和29年）には「八郎潟干拓の父」とよばれたピーター・フィリップス・ヤンセン博士（Peter Philips Janssen）が来日。
1953年（昭和33年）に狩野川台風により多くの被害が生じた際には、オランダ女王からお見舞い電報が寄せられた。
また、二国間条約・取極は、1953年（昭和28年）に航空協定、1956年（昭和31年）に日蘭議定書 と査証取極、1970年（昭和45年）に租税条約、1981年（昭和56年）に文化協定、1996年（平成8年）に科学技術協定、2009年（平成21年）に社会保障協定、2010年（平成22年）に税関相互支援協定が、それぞれ締結されている。2003年（平成15年）のイラク戦争では両国共にアメリカを支持し、自衛隊イラク派遣においてはオランダ派遣軍が治安維持を担当する地域に派遣された陸上自衛隊に対して（先に活動を行っていた立場から）指導・協力を行った。戦後の日蘭関係は概ね安定的な友好を保っている。

#### 賠償問題
オランダと日本は、1951年（昭和26年）に日本国との平和条約（サンフランシスコ講和条約）を締結した。同条約第14条により、日本はオランダに対して賠償を支払うべきではあるが、オランダは日本の存立可能な経済を維持するとの観点からすべての賠償請求権及び財産、並びに、戦争によって生じた国及び国民の請求権を放棄した。
日本の捕虜であったオランダの人々に対する償いとしては、平和条約第16条に基づき日本が国際赤十字委員会に支払った資金で一定の支払いがなされた。民間被抑留者については、同条による支払の対象ではなかったため、平和条約の調印に先立って1951年（昭和26年）9月7日と8日にオランダのスティッカー（Dirk Stikker）外務大臣と日本の吉田茂内閣総理大臣との往復書簡（吉田・スティッカー書簡）により、以下の見解を明らかにした。すなわち、オランダ政府は平和条約第14条(b)による請求権の放棄によってオランダ国民の私的請求権が消滅することにはならない旨表明し、これに対し、日本政府はオランダ国民の私的請求権は最早存在しなくなるものとは考えないが、平和条約の下において連合国国民はかかる請求権につき満足を得ることはできないであろうということ、しかし日本国政府が自発的に処置することを希望するであろう連合国国民のあるタイプの私的請求権が存在することを表明した。この吉田・スティッカー書簡に基づいて、1956年（昭和31年）3月13日、「オランダ国民のある種の私的請求権に関する問題の解決に関する」日蘭議定書 が結ばれ、日本側は「オランダ国民に与えた苦痛に対する同情と遺憾の意を表明するため」、1000万ドルを「見舞金」として「自発的に提供する」こととした。
こうして日蘭間の戦後処理は平和条約によって法的に解決済みであり、さらに日蘭議定書においてオランダ政府はいかなる請求をも日本国政府に対して提起しないことが確認された。
もっとも、オランダ国民の間には対日個人賠償を求める気運が残った。1990年（平成2年）には、対日道義的債務基金(JES)が結成され、日本政府に対し法的責任を認めて補償するよう主張し、一人当たり約2万ドルの補償を求める運動を始めた。なお、JESは慰安婦問題も取りあげ、償いに直接に責任をとるべきは日本政府であるという立場をとった。
これに対して日本政府は女性のためのアジア平和国民基金（アジア女性基金）を通じた事業を行うこととし、基金設置直後から日本の外務省は事業準備のための活動を始めた。この活動に関してオランダ政府も先の戦争に係わる賠償及び財産、並びに請求権については、サンフランシスコ平和条約で解決済みであるので日本側が直接関係者と話し合ってほしいと促した。このため、日本の外務省はJESの関係者と直接話し合いを行った。この話し合いの中で、オランダ側から個人に対する支払いが求められた。このため医療福祉支援を個人に対して実施すること、支出する政府資金の総額を2億5500万円とすることで合意した。
1998年（平成10年）7月15日、アジア女性基金とオランダでの事業実施のために設立された委員会（オランダ事業実施委員会、PICN）との間で覚書が交わされ、慰安婦問題に関し、先の大戦中、心身にわたり癒しがたい傷を受けた方々の生活状況の改善を支援するための事業を同委員会が実施することとなった。アジア女性基金はこの覚書に基づき、日本政府からの拠出金を原資として同委員会に対し3年間で総額2億5500万円規模（最終的な実施総額は 2億4500万円）の財政的支援を行うこととし、同委員会は79名の方に事業を実施した。この事業は2001年（平成13年）7月14日に成功裏に終了した。
しかし2007年（平成19年）11月20日、オランダ下院は日本政府に対し元慰安婦への謝罪や補償などを求める決議案を全会一致で可決した（オランダ下院慰安婦問題謝罪要求決議）。これは、アメリカ議会で従軍慰安婦問題の対日謝罪要求決議案（アメリカ合衆国下院121号決議）が可決されたことが影響しているとされる。この決議に対して、日本政府は特にコメントしていない。またオランダのフィリップ・ヘル（フィリップ・ドゥ・ヘーア、Philip de Heer）駐日大使は日本政府が慰安婦に謝罪を求める集会に参加し、日本政府の対応を非難している。2008年に訪日したオランダのフェルハーヘン外相が「法的には解決済みだが、被害者感情は強く、60年以上たった今も戦争の傷は生々しい。オランダ議会・政府は日本当局に追加的な意思表示を求める」 と述べた。2014年10月初め、ティマーマンス外相が国王の訪日と関連し日本人記者と懇談した席上、「第2次大戦のうち日本軍による慰安婦問題が『強制売春』であることには何の疑いもございません。高官級の接触時に常に慰安婦問題を取り上げることを理解してもらいたい」と言及した。同年10月29日に皇居で開かれた宮中晩餐会では、アレクサンダー国王が大戦中に日本軍がオランダ植民地のインドネシアに侵攻し、自国の兵士らが抑留された過去に言及した。「先祖が残した誇らしい歴史もつらい歴史も全て継承すべきであります。第2次世界大戦当時、オランダの民間人と兵士が体験したことを忘れずにいます。忘れることもできないでしょう」「戦争の傷跡は今も多くの人々の人生に影を落としており、犠牲者の悲しみは今も続いています。捕虜として労働を強制され、プライドを傷つけられた記憶が多くの人の生活に傷として残っています」と訴えた。ただ、アレクサンダー国王は日本国民も大戦で苦しみを経験したことに理解を示し、互いの苦痛を認識することが和解の土台になるとも指摘した。「両国の多くの国民が和解の実現に向け全力を尽くし、双方の間に新しい信頼関係が生まれました」と述べ、両国間の良好な関係性を強調した。

## 現在
2000年（平成12年）の日蘭交流400周年記念には、両国で約700の記念行事が催されるなど日蘭の文化交流は活発である。
2005年（平成17年）の貿易額は、日本からオランダが1兆5,076億円、オランダから日本が2,439億円。同じく主要品目は日本からオランダが事務用機器、映像機器、科学光学機器、自動車の部分品、自動車など、オランダから日本が科学光学機器、有機化合物、植物性原材料（球根等）、自動車の部品、原動機などとなっている。2004年（平成16年）の直接投資は、日本からオランダが7,764億円、オランダから日本が3,164億円でいずれもEU加盟国中第1位となっており、日蘭の経済関係は重要さを増している。2009年（平成21年）には社会保障協定、2010年（平成22年）には税関相互支援協定、2011年（平成23年）には租税条約がそれぞれ締結されている。
2011年（平成23年）3月の東日本大震災の後には、オランダ全土で支援行事が多数開催された。
通常、オランダではEU域外の者が働く場合、様々な労働許可の手続きが必要となる。だが2014年12月24日、オランダ政府は1912年に締結された日蘭通商航海条約を根拠に、日本国籍を持つ者には「自由に労働が可能な居住許可」を交付する事となった。これにより日本国籍の持ち主は、オランダにおいて住民登録と銀行口座の開設を行えば、労働許可を申請しなくても働くことが可能となっていた。この制度は2017年1月1日以降に再び変更され、2024年現在では労働許可が必要とされている。なお、2024年現在でも日本国籍を持つ者による個人事業主ビザ（フリーランスビザ）による起業は可能である。

### 近年の要人往来
2000年（平成12年）以降の要人往来は以下の通り。
| 日→蘭 | 蘭→日 |
| --- | --- |
| - 2000年 - 明仁天皇・美智子皇后（5月、国賓）、川口順子環境庁長官（11月、COP6） - 2001年 - 秋篠宮文仁親王・同妃紀子（5月）、川口順子環境相（6月） - 2002年 - 皇太子（1月 - 2月）、秋篠宮・同妃（10月、クラウス王配葬儀） - 2004年 - 石破茂防衛庁長官（1月）、秋篠宮・同妃（3月、ユリアナ前女王葬儀） - 2005年 - 小泉純一郎首相（5月） - 2006年 - 皇太子・同妃雅子及び愛子内親王（8月、旅行・滞在） - 2009年 - 秋篠宮文仁親王・同妃紀子（8月、公式訪問）、中曽根弘文外務大臣（3月、「アフガニスタンに関する国際会議」） - 2011年 - 伴野豊外務副大臣（1月） - 2012年 - 森本哲生農林水産大臣政務官（8月） - 2013年 - 岸田文雄外務大臣（4月、「軍縮・不拡散イニシアティブ（NPDI）第6回外相会合」）、皇太子・同妃雅子（4〜5月、ウィレム＝アレクサンダー国王即位式）、林芳正農林水産大臣（5月）、西村康稔内閣府副大臣（5月）、松山政司外務副大臣（8月、平和宮100周年記念行事）、甘利明経済再生担当大臣（9月）、根本匠震災復興大臣（9月） - 2014年 - 安倍晋三首相(3月)、赤羽一嘉経済産業副大臣（4月）、新藤義孝総務大臣（7月） - 2015年 - 山際大志郎経済産業副大臣（1月）、下村博文文部科学大臣（1月）、中山泰秀外務副大臣（4月）、木内道祥最高裁判事（10月） - 2016年 - 武藤容治外務副大臣（1月）、柴山昌彦総理補佐官（3月）、憲仁親王妃久子（7月）、齋藤健農林水産副大臣（9月） - 2017年 - 盛山正仁法務副大臣（6月）、谷合正明農林水産副大臣（9月） | - 2000年 - ウィム・コック首相、ファン・アールツェン外相（以上2月）、コルトハルス・アルテス上院議員一行（3月、参議院議長招待）、ヴィレム＝アレクサンダー皇太子、ヨリツマ副首相兼経済相、ファン・アールツェン外相（以上4月）、プロンク環境相（9月）、ネーテレンボス運輸相（10月）、ブリンクホルスト農業相、イベマ外国貿易相（以上11月） - 2002年 - ヘルフケンス開発協力相（1月）、プロンク環境相（5月） - 2003年 - ヴィレム＝アレクサンダー皇太子（3月、世界水フォーラム） - 2004年 - ブリンクホルスト経済相（2月）、カンプ国防相（11月） - 2005年 - ボット外相（4月）、ヴィレム＝アレクサンダー皇太子・同妃（4月）、ブリンクホルスト副首相兼経済相（10月） - 2006年 - ザルム副首相兼財務相（5月）、ホーヘルフォルスト健康保健スポーツ相（6月）、ヴァイン経済相（10月） - 2007年 - ペイス運輸・公共事業・水利相（1月）、ヴィレム＝アレクサンダー皇太子（3月） - 2008年 - ヴィレム＝アレクサンダー皇太子（5月）、ファン・デル・フーフェン経済大臣（6月） - 2009年 - ユーリングス運輸・公共事業・水利相（10月）、バルケネンデ首相及びプラステルク教育・文化・科学相（10月）、ティマーマンス欧州兼国際文化協力担当相（12月） - 2010年 - ファン・デル・フーフェン経済相（4月） - 2011年 - ローゼンタール外務大臣（10月） - 2012年 - フェルハーヘン副首相兼経済・農業・イノベーション相（2月）、デ・ヤーヘル財務相（10月）、クナーペン開発協力・欧州担当相（10月） - 2013年 - コルステンス最高裁判所長官（3〜4月） - 2014年 - ティマーマンス外相（4月）、ウィレム＝アレクサンダー国王及びマクシマ・ソレギエタ王妃（10月、国賓）、クーンデルス外相（10月）、カンプ経済相（10月） - 2015年 - ダイセルブルム財務相（1月）、マルグリート王女殿下（3月）、プルメン外国貿易・開発協力相（3月）、ルッテ首相、カンプ経済相（11月） - 2016年 - ダイセルブルム財務相（5月）、スヒッペルス保健・福祉・スポーツ相（10月）、ヘニス国防相（12月） |

## 人物

### オランダ人
- ヤン＝ヨーステン・ファン・ローデンスタイン - 船員、後に外交顧問。初めて日本に到来したオランダ人。
- ヘンドリック・ブラウエル - 第2代平戸オランダ商館長（1613年 - 1614年）、後にオランダ東インド会社総督（1632年 - 1636年）。
- フランソワ・カロン - オランダ商館長。平戸から長崎への商館移設と、通交継続に努める。後に台湾長官、バタビア政務総監を歴任し、フランス東インド会社理事となる。
- イサーク・ティチング - オランダ商館長。3度来日し、2度江戸参府。後に会社理事、遣清大使を歴任。吉雄耕牛らと交流があった。
- ヘンドリック・ドゥーフ - オランダ商館長（1803年11月14日－1817年12月6日）。幕末に広く用いられた蘭和辞典『ドゥーフ・ハルマ』を著す。
- ヤン・コック・ブロンホフ - オランダ商館長。日本初の英和辞典『諳厄利亜国語和解』を著す。
- ヤン・ドンケル・クルティウス - 最後のオランダ商館長、最初の駐日外交官。日蘭和親条約、日蘭修好通商条約の締結に尽くす。
- ヘルハルト・ペルス・ライケン - 海軍軍人。長崎海軍伝習所の創設期教官。
- ヴィレム・ホイセン・ファン・カッテンディーケ - 海軍軍人、政治家。長崎海軍伝習所の第2次教官。後にオランダ海軍相、外相に就任。
- ヨハネス・ポンペ・ファン・メーデルフォールト - 医師。カッテンディーケの推薦で医学教授として幕府に雇用され、長崎に養生所を設立。
- スネル兄弟（兄ジョン・ヘンリー・スネル、弟エドワルド・スネル） - 商人。奥羽越列藩同盟に近づき、武器を売り込む。後に、アメリカ・カリフォルニア州に若松コロニーを築く。
- グイド・フルベッキ - 法学者、神学者、宣教師。お雇い外国人。法律、旧約聖書の翻訳を行う。
- ヨハニス・デ・レーケ - 技術者。日本各地の治水工事を指揮し、「砂防の父」とも呼ばれる。
- ローウェンホルスト・ムルデル - 技術者。利根運河の建設、宇品港（広島港）の築港に関与。
- ジョージ・アーノルド・エッセル - 技術者。淀川修復工事や三国港の建設に関与。版画家マウリッツ・エッシャーの父。
- ファン・ドールン - 技術者。安積疏水の設計や野蒜築港計画に携わる。
- バーナード・ウィンター・A・レーリンク - 裁判官。極東国際軍事裁判（東京裁判）に裁判官として派遣された、刑法と国際法の専門家。
- ヨハネス・アウフスト・ハンス・ファン・ヒンケル - 地理学者。元国際連合大学学長、元ユトレヒト大学学長。2007年秋に旭日大綬章を受章。
- マックス・フェルスタッペン - F1ドライバー。レッドブルホンダ所属。2019年オーストリアGPにてF1におけるホンダエンジン13年ぶりの優勝に貢献。[41]

### 日本人
- 徳川家康 - 江戸幕府初代将軍。オランダから到来したヤン・ヨーステンらを厚遇した。
- 末次平蔵 - 貿易商、長崎代官。オランダ東インド長官ピーテル・ノイツを台湾で拘束したタイオワン事件に関与。
- 徳川家光 - 江戸幕府第3代将軍。鎖国体制を完成させたが、オランダとの貿易は継続した。
- 徳川吉宗 - 江戸幕府第8代将軍。オランダからの知識摂取を奨励。
- 青木昆陽 - 蘭学者、儒学者。甘藷先生。吉宗の命を受け、オランダ語を学ぶ。
- 野呂元丈 - 本草学者。吉宗の命を受け、オランダ語を学ぶ。日本初の西洋博物学書『阿蘭陀本草和解』を著した。
- 吉雄耕牛 - 蘭学医。通詞を勤める一方、オランダ商館付外科医たちから洋方医学を学び、吉雄流外科といわれる一派を興した。良沢、玄白、源内らを門下生に持つ。
- 平賀源内 - 本草学者、蘭学者など。油絵（蘭画）や鉱山開発など、西洋の文化、技術を紹介。
- 杉田玄白 - 蘭学医。『蘭学事始』を著す。
- 前野良沢 - 蘭学者。「蘭学の化け物」と賞賛され、号を「蘭化」とする。
- 村上玄水 - 蘭学者。前野・福澤と同じく中津藩出身。解剖学者。日蘭辞書『蘭語訳撰』を刊行。
- 福澤諭吉 - 蘭学者。再版『蘭学事始』を著す。東京学士会院初代会長。
- 緒方洪庵 - 蘭学者。私塾・適塾を主宰。
- 大槻玄沢 - 蘭学者。玄白・良沢の弟子。
- 川原慶賀 - 洋風画家。シーボルトの日本調査に協力し、シーボルト事件に連座。
- 司馬江漢 - 蘭学者。「地球全図」を発行する。
- 稲村三伯 - 蘭学者。日本初の蘭和辞典『ハルマ和解』（波留麻和解）を著す。
- 西周 - 啓蒙思想家、教育者。オランダ・ライデン大学に留学。
- 津田真道 - 官僚、啓蒙学者。ライデン大学に留学。
- 榎本武揚 - 幕臣、政治家。ライデン大学に留学。
- 広田弘毅 - 外交官、政治家。第32代内閣総理大臣。外交官時代に、オランダ公使を務めた（1927年（昭和2年） - 1930年（昭和5年））。
- 森銑三 - 歴史学者、書誌学者。『おらんだ正月』を著す。
- 東郷和彦 - 外交官。駐オランダ特命全権大使を務めた。
- 渋谷實 - 外交官。駐オランダ特命全権大使（2007年（平成19年）9月 - ）。

### その他
- カスパル・シャムベルゲル - ドイツ人外科医。江戸参府の折、家光から直々に医学の伝授を命じられ、カスパル流外科として医師・河口良庵らに伝えられる。
- 出島の三学者
  - エンゲルベルト・ケンペル - ドイツ人医師、植物学者。『日本誌』の著者
  - カール・ツンベルク - スウェーデン人医師、植物学者。桂川甫周らを指導。
  - フィリップ・フランツ・フォン・シーボルト - ドイツ人医師。鎖国時代に来航し、蘭学者らと交流。

## 外交使節

### 駐日オランダ大使

#### 総領事・公使
- ヤン・カレル・デ・ウィット（1860～1863年）[42]
- ディルク・デ・グラーフ・ファン・ポルスブルック（1863～1870年）[42]
- フレデリック・フィリップ・ファン・デル・ホーフェン（1870～1872年）[42]
- ヴィルヘルム・フェルディナント・ハインリヒ・フォン・ヴェッカーリン（1872～1878年）[42]
- エドモンド・ウィレム・フェルディナンド・ウッテヴァール・ファン・ストエトウェーゲン（オランダ語版）（1879～1880年）[42]
- ヨハネス・ヤコブス・ファン・デル・ポット（1881～1889年）[42]
- ドミトリ・ルイス・ヴァン・バイランド（1890～1895年）[42]
- ハンニバル・カシミール・ヨハネス・テスタ（1896～1901年）[42]
- アーサー・マーティン・デジレ・スウィールツ・デ・ランダス・ウィボー（1901～1905年）[42]
- ジョン・ラウドン（オランダ語版）（1905～1908年）[42]
- ヤン・ヘルマン・ファン・ロイエン（英語版）（1908～1913年）[42]
- ダーク・ヴァン・アスベック（1914～1918年）[42]
- アンドリース・コルネリス・ディルク・デ・グラーフ（オランダ語版）（1919～1923年）[42]
- ジャン・シャルル・パブスト（1923～1941年）[42][43]
- ウィブランドゥス・シリング（1946～1948年）[42]
- ヘンリースリーブ（1948～1951年）[42]
- ピーター・エフレム・テペマ（1951～1954年）[42]

#### 大使
- オットー・ロイヒリン（1953～1959年）[42]
- ニコラス・アリー・ヨハネス・デ・ヴォーグド（1960～1964年）[42][44]
- ロバート・ファン・ヒューリック（1965～1967年）[42]
- ヨハン・クイリン・バス・バッカー（1969～1971年）[42]
- テオドール・ポール・ベルフスマ（1971～1975年）[42]
- カール・バークマン（オランダ語版）（1975～1978年）[42]
- ヨハン・カウフマン（1978～1983年）[42]
- ルイ・ヨアヒム・フーカート（1983～1986年）[42]
- ハーマン・クリスチャン・ポストフムス・メイジェス（1986～1992年）[42]
- ローランド・ファン・デン・ベルク（1992～1995年、信任状捧呈は11月27日[45]）[42]
- フランス・ポール・ロバート・ファン・ナウハウス（1995～2001年、信任状捧呈は10月9日[46]）[42]
  - （臨時代理大使）ローベルト・ミルデルス（2001年）
- エグベルト・フレデリック・ヤコブス（2001～2005年、信任状捧呈は3月14日[47]）[42]
  - （臨時代理大使）アルト・ヤコビ（2005年）
- アルフォンス・クレメンス・マリア・ハーメル（2005～2008年、信任状捧呈は10月26日[48]）[42]
- フィリップ・ドゥ・ヘーア（2008～2012年、信任状捧呈は8月21日[49]）[42]
  - （臨時代理大使）ニンケ・トローステル（2012年）
- ラーディンク・ヤン・ファン・フォレンホーヴェン（2012年～2015年、信任状捧呈は11月14日[50]）
  - （臨時代理大使）コーネリス・ルールス（2015～2016年）
- アルト・ヤコビ（2016年～2019年、信任状捧呈は4月13日[51]）
- ペーター・ファン・デル・フリート（2019年～2023年、信任状捧呈は9月18日[52]）
  - （臨時代理大使）セオドーラス・ペータース（2023～2024年）
  - （臨時代理大使）ロバート・ジョン・アンダーソン（2024年）
- ヒルス・ベスホー・プルッフ（2024年～、信任状捧呈は7月18日[53]）

### 駐日・在オランダ公館
- 住所: 東京都港区芝公園三丁目6-3
- アクセス: 東京メトロ日比谷線神谷町駅 1番出口または3番出口

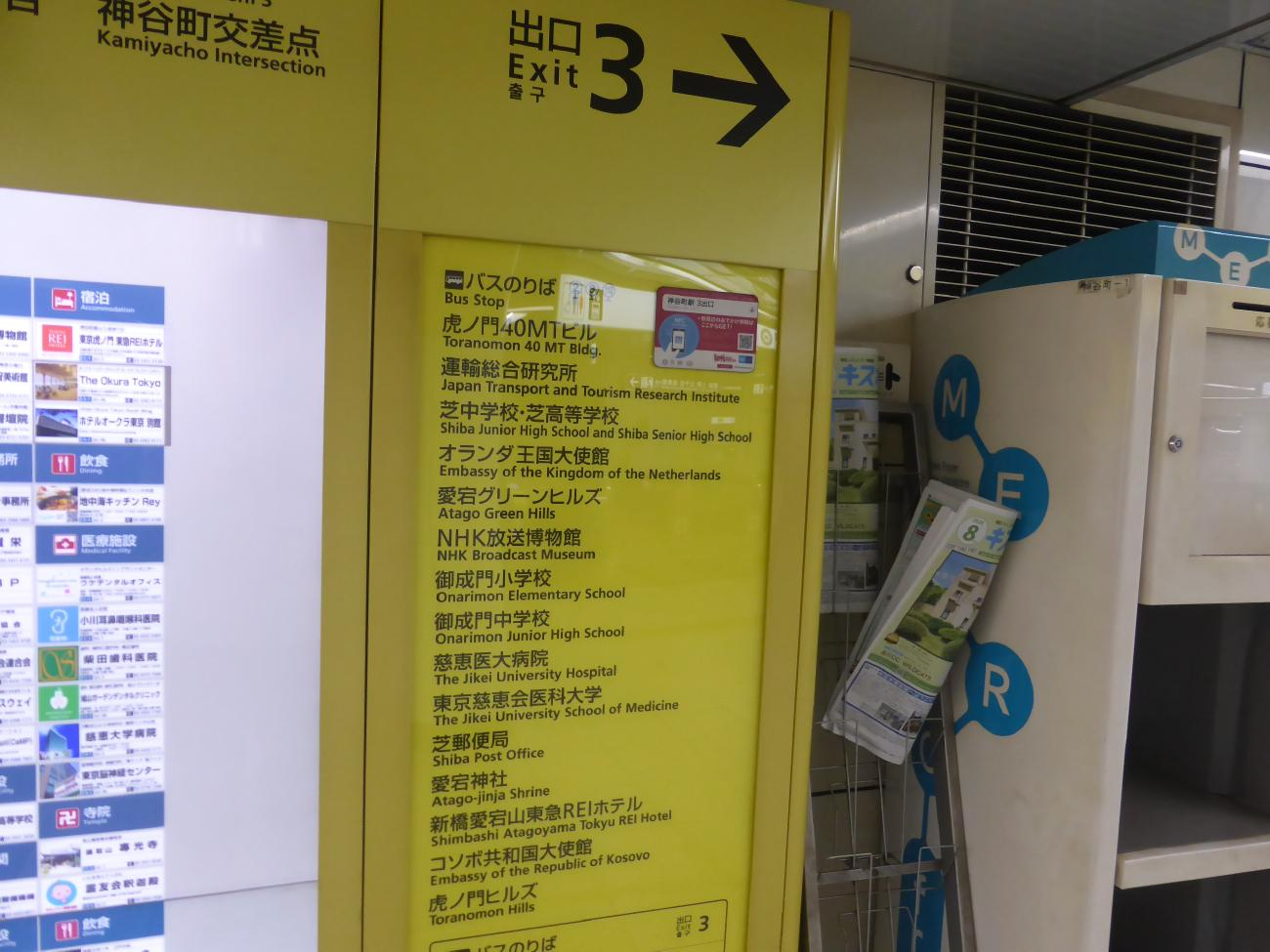
神谷町駅1番及び3番出口が大使館に近い
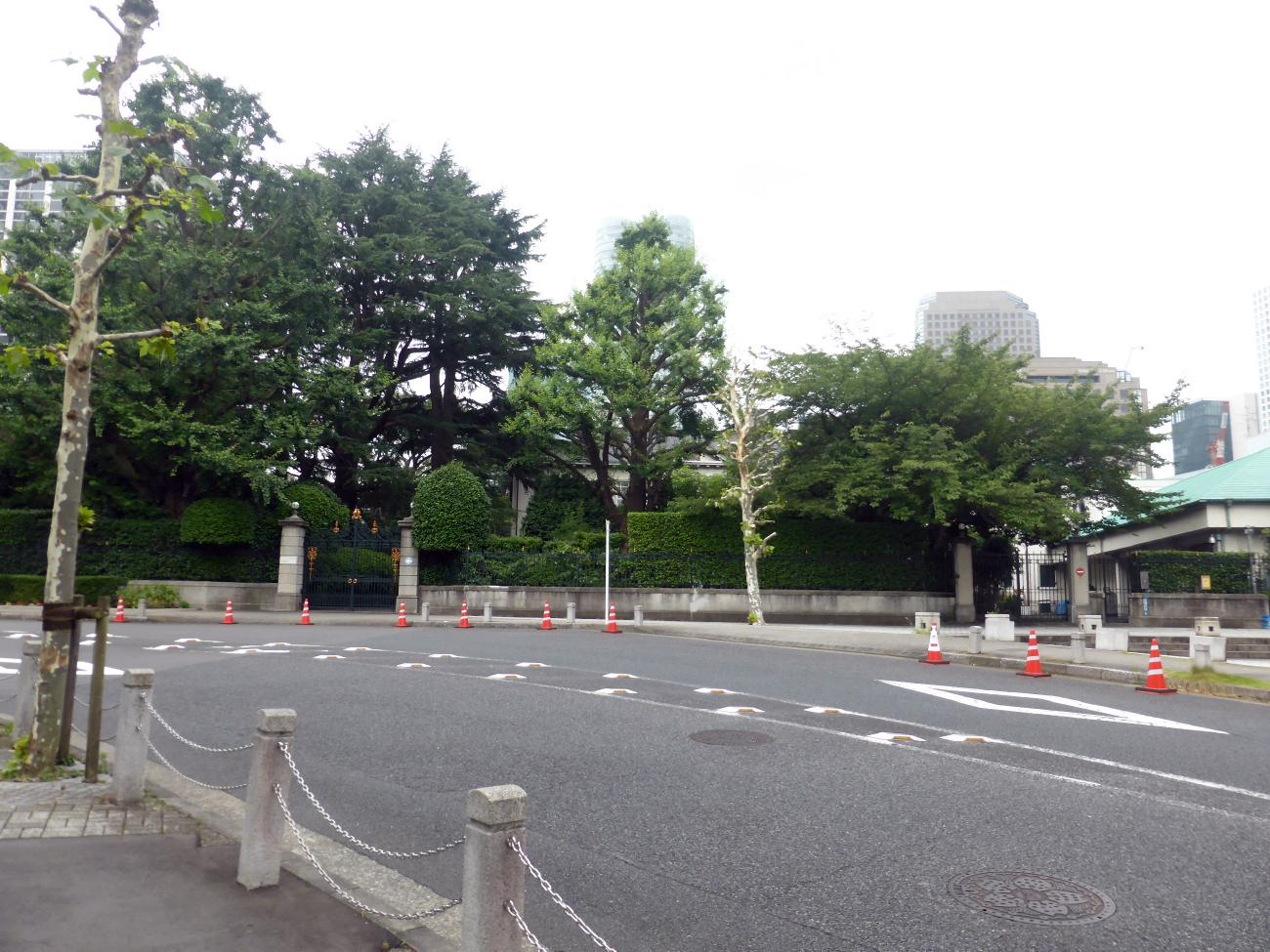
オランダ大使館遠景
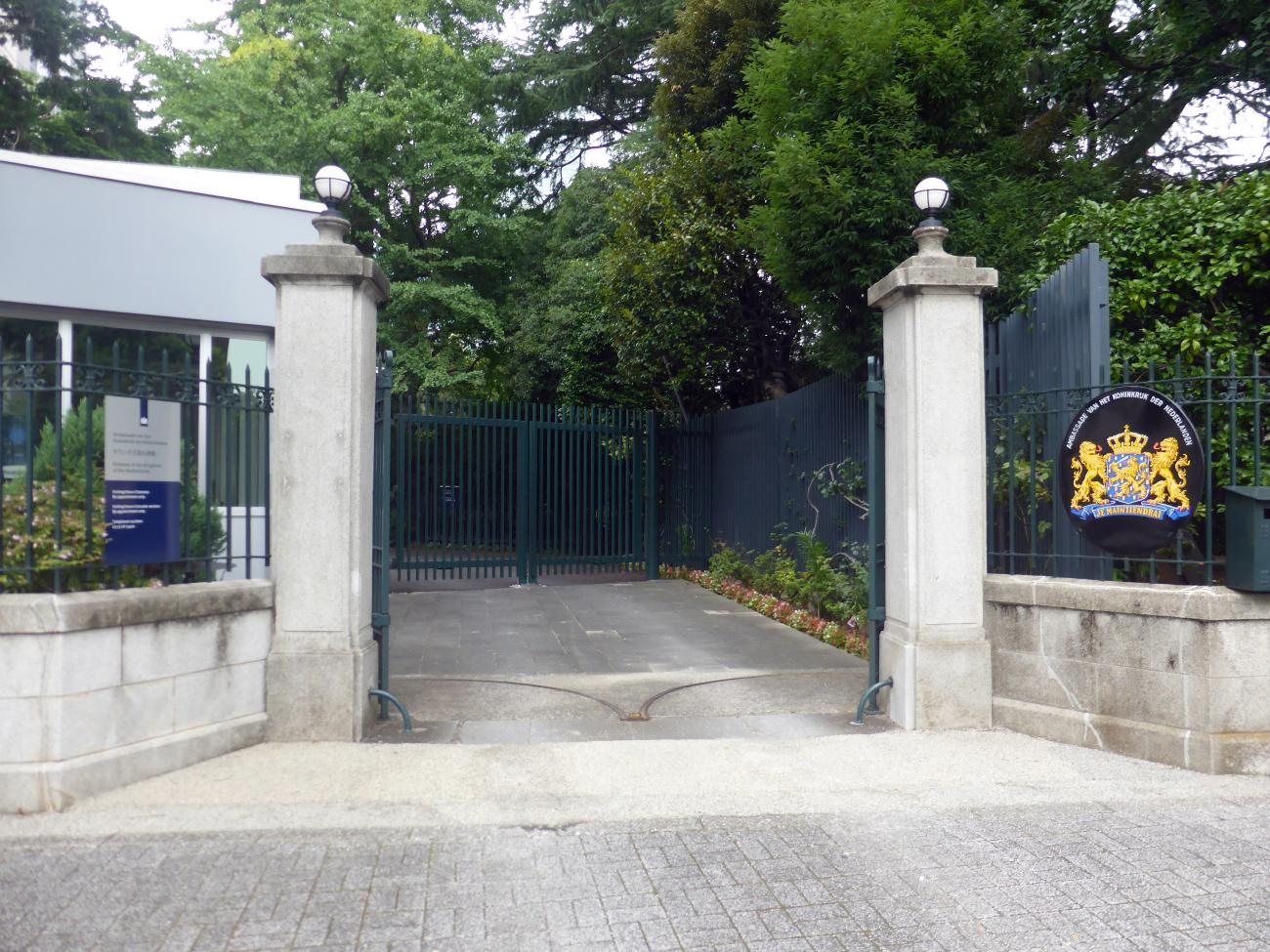
オランダ大使館正門
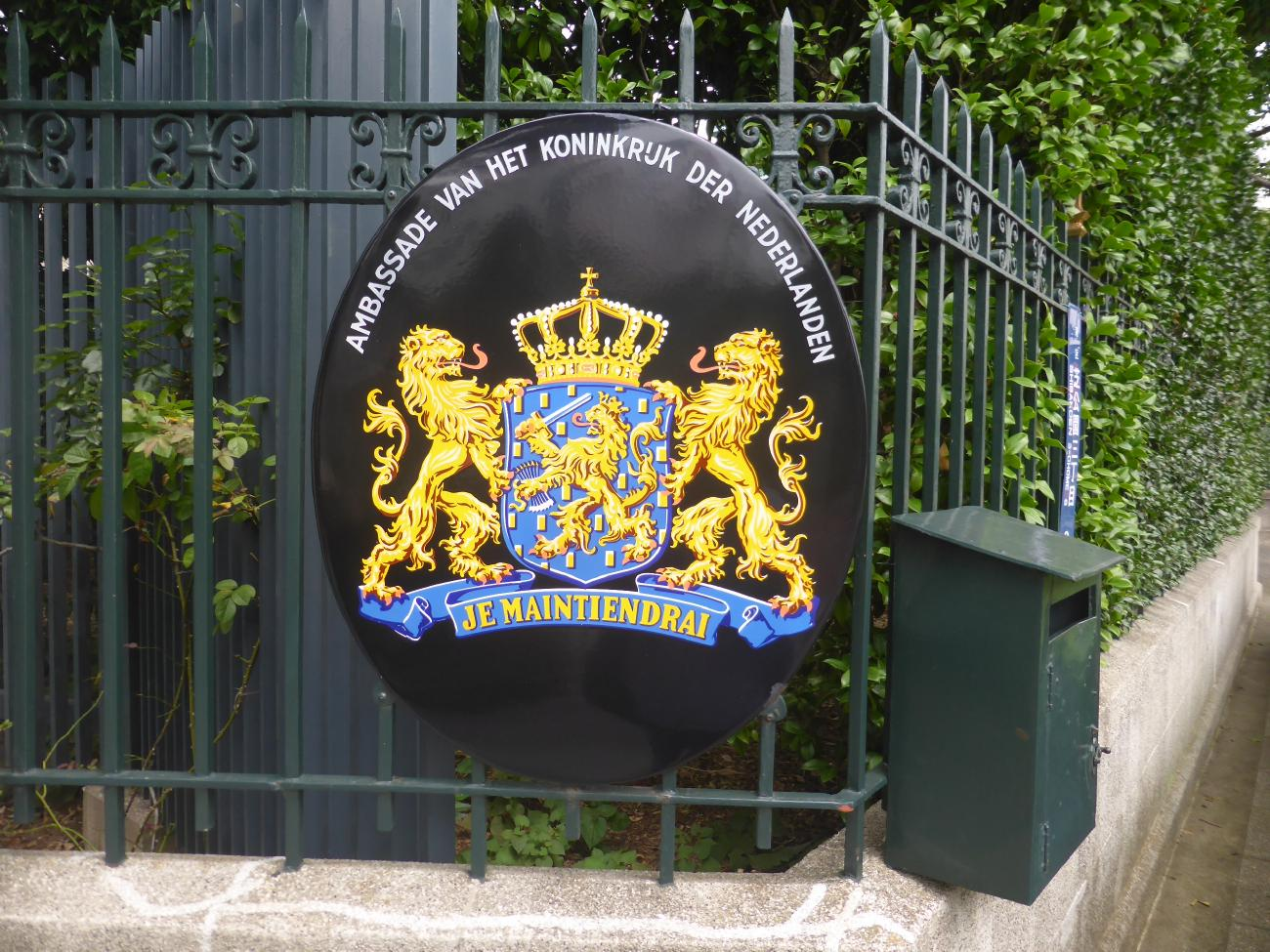
オランダ大使館国章
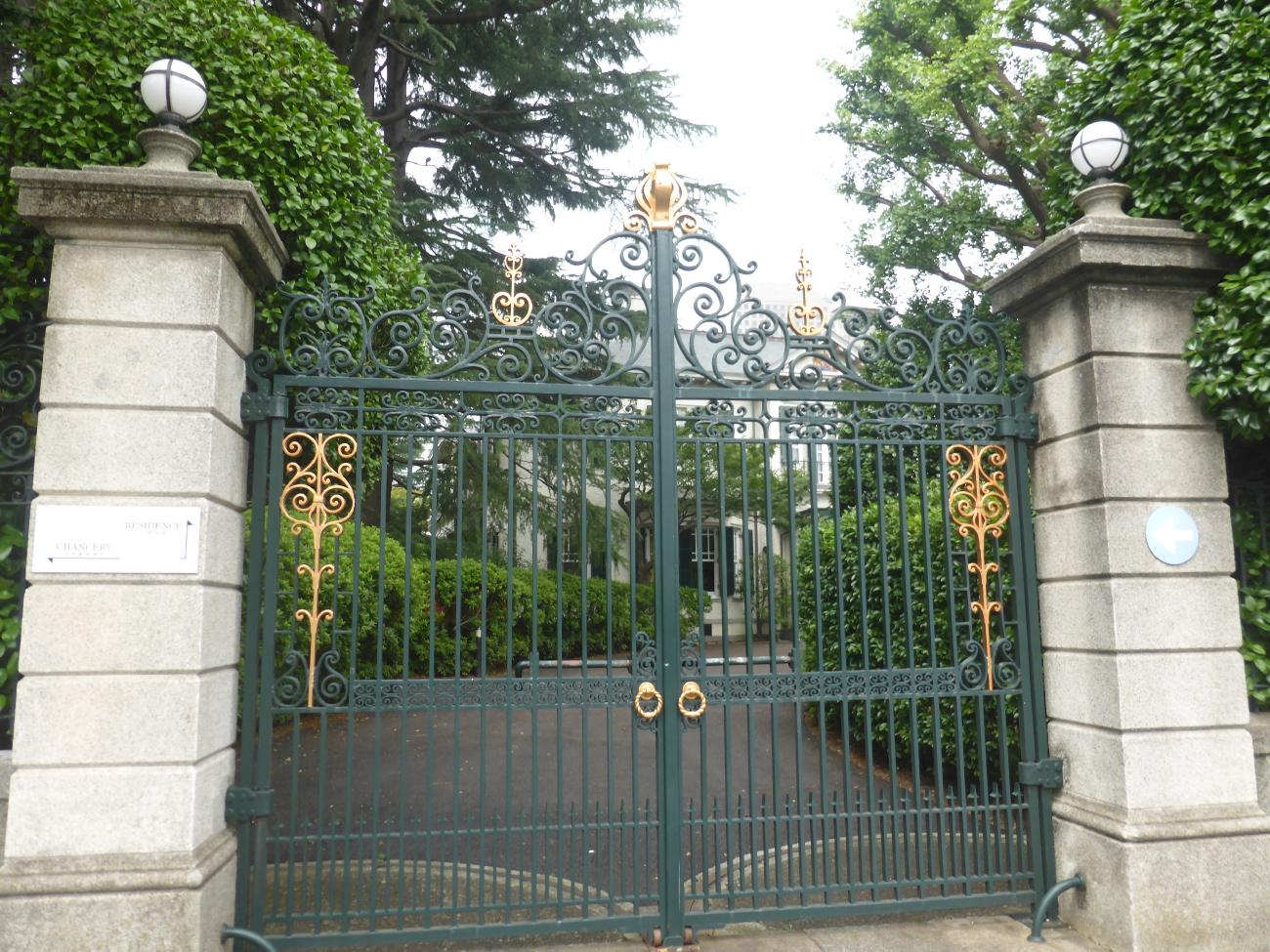
オランダ大使公邸正門
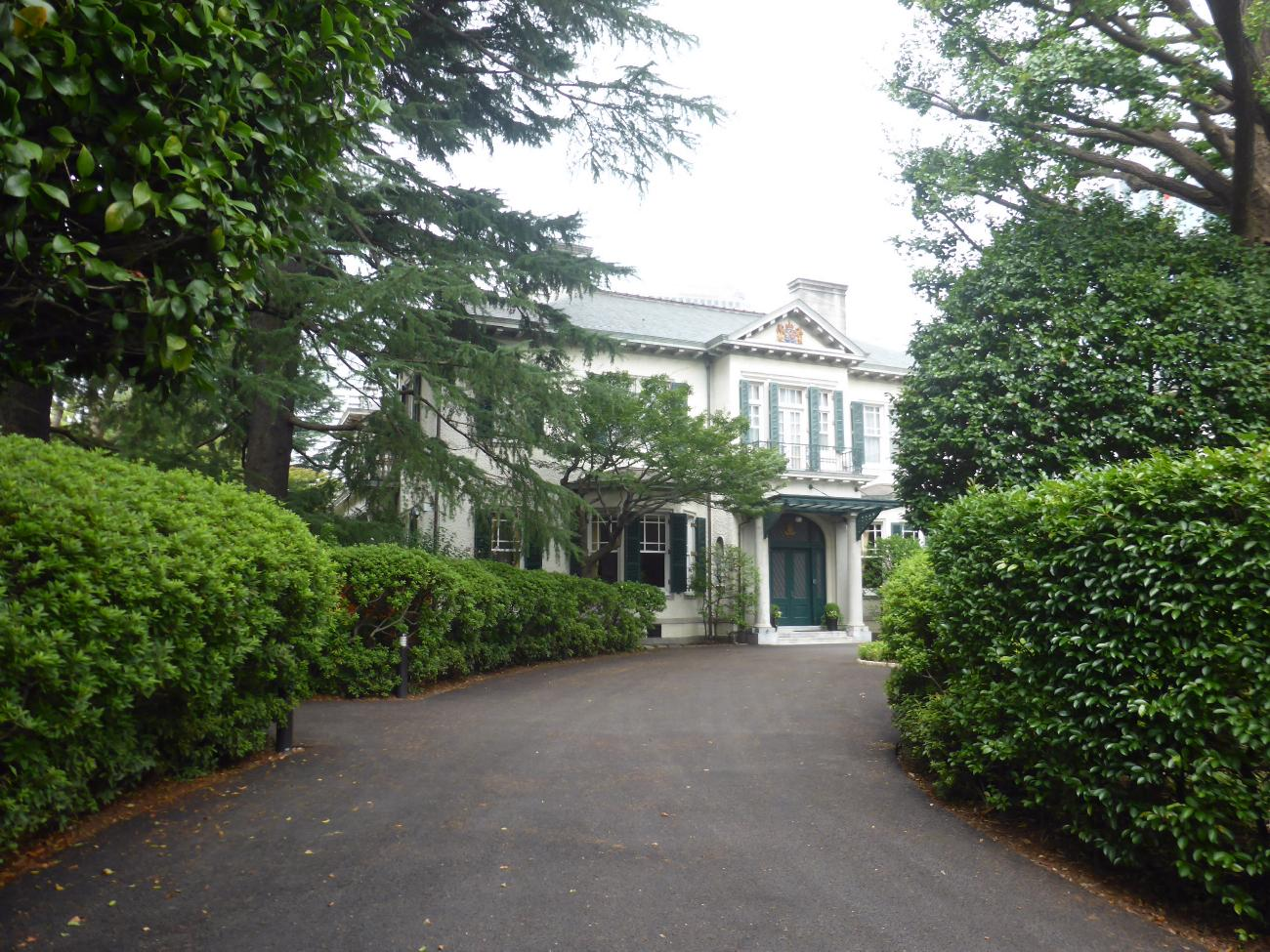
オランダ大使公邸

駐日オランダ総領事館
- 在大阪・神戸オランダ総領事館（大阪府大阪市中央区城見）
- 在名古屋オランダ名誉領事館（愛知県名古屋市中区栄）
- 在長崎オランダ名誉領事館（長崎県長崎市文教町）

在オランダ公館
- 在オランダ日本国大使館（南ホラント州デン・ハーグ（ハーグ））